# リューデスハイム・アム・ライン
リューデスハイム・アム・ライン (ドイツ語: Rüdesheim am Rhein, ドイツ語発音: [ˈryːdəsha‿im am ra‿in] ( 音声ファイル)) は、ドイツ連邦共和国ヘッセン州ダルムシュタット行政管区のラインガウ＝タウヌス郡に属す市である。本市はワイン造りの街で、対岸に位置するビンゲンとともにミッテルラインタールの南門にあたる。リューデスハイムは UNESCO世界遺産ライン渓谷中流上部に含まれる。この街はニーダーヴァルトの麓に位置する。本市はライン＝マイン地方に含まれており、有名な観光地である。

## 地理

### 位置
リューデスハイムの市域は、自然地域分類上3つの部分からなる。オーバーライニッシェ盆地、ミッテルライン地域、タウヌス山地である。このため非常に狭い範囲でありながら、現れる地形は多様性に富んでいる。市域には、ラインアウエ（ライン川の中州）、ビンガー・ロッホ（ライン川の屈曲部分で川幅が急に狭くなる箇所）、ラインガウ、ニーダーヴァルト（森）、ラインガウアー山地やヴィスパータウヌスが含まれる。さらにニーダーヴェルトからは、フンスリュックやザール＝ハーエ山地、南に 39.5 km 離れたドナースベルクにまで至る眺望が得られる。
リューデスハイムはラインガウ＝タウヌス郡の南西端に位置している。南と東の市境はライン川の流路里程 525 km のリューデスハイム港から里程 535 km のライヒェンシュタイン城の対岸付近までで、ここにはリューデスハイマー・アウエ（中州）や、水位が下がると水面に現れるクラウスアウエやクレメンスグルントといった浅瀬が含まれる。ライン川の堤防の高さはリューデスハイム付近では 81 m、アスマンスハウゼン付近では 77 m である。
リューデスハイムやアイビンゲンから、ニーダーヴァルト (346 m) や エーベンタール (304 m) まで日当たりの良い南斜面が延びている。東側では傾斜は緩やかだが、西のビンガー・ロッホへ向かうにつれ次第に急峻になって行く。高度約 250 m 付近までの斜面はブドウ畑となっている。アスマンスハウゼン付近のライン川や、ここで合流してくるアイヒバッハ川の谷からは、タウヌス山地の急峻な山腹が西向きの急斜面となって、一部崖や岩場を形成しながら上って行く。ここでは急斜面のブドウ畑として栽培するのが精一杯である。アスマンスハウゼンとエーレンフェルス城趾との間の土地は狭い道や階段を徒歩で行くしかなく、農作業の機械化が不可能であったため、伝統的なテラス状のブドウ畑でのブドウ栽培はほぼ完全に放棄されている。こうした急斜面では藪の浸食が始まっている。
アスマンスハウゼンや、アイヒバッハ川沿いに位置するアウルハウゼンの北側は、タウヌス山地の主脈に属すバハーラッハー・コプフ (342 m) やヘルコプフ (379 m) へ上って行く。ここからは 700 m 西のライン川河畔にそびえるライフェルスカドリヒ (416 m) が始まる。東側では、主脈はカンマーフォルト営林署を通って 500 m のツィンマースコプフへ続いている。その南斜面にリューデスハイム・グライダー飛行場の森の草地がある。ツィンマーコプフ付近でタウヌス山地の主脈は北西に分岐し、ボーデンタールとプレスベルク付近にあるグローロッホタールとの間に支脈が形成されている。ここにリューデスハイム市で最も高い山である 538 m のイェーガーホルンが存在する。
グローロッホタールの北、開墾された高地に、リューデスハイムで最も高い市区である高度 410 m のプレスベルクがある。プレスベルクの北、カンマーブルクに深く刻み込まれたヴィスパータールで市域は終わる。
ライン川からヴィスパー川までの市域の長さは 13 km、幅は最大 5 km である。

### 隣接する市町村および郡
リューデスハイムは、東はガイゼンハイム、ライン川対岸の南はビンゲン、西はヴァイラーおよびトレヒティングスハウゼン（この3市町村はラインラント＝プファルツ州マインツ＝ビンゲン郡）、北西から北はロルヒと境を接している。

### 市の構成
リューデスハイム・アム・ライン市には、中核市区リューデスハイムの他に1939年からアイビンゲン（ヴィンデック地区およびトリフト地区を含む）、1977年からヘッセン州の地域再編に伴って合併したアスマンスハウゼン、アウルハウゼン、プレスベルクの各市区が属している。後者3市区はそれぞれ選出されたオルツバイラート（地区委員会）を備えたオルツベツィルク（行政上の地区）を形成している。オルツベツィルクの境界は以前からのゲマルクング（登記上の境界）に従っている。中核市区とアイビンゲンはオルツベツィルク・アルト＝リューデスハイムとして統合されている。リューデスハイムとアイビンゲンの住宅地区は、戦後一緒に発展した。それにもかかわらず、以前と変わらず両市区は互いに明らかに区別され、ゲマルクング・アイビンゲンが存在している。
各オルツベツィルクの人口を以下に示す。
| オルツベツィルク         | 2015年の人口 | 2018年の人口 |
| ------------------------ | ------------ | ------------ |
| アルト＝リューデスハイム | 6,837        | 6,922        |
| アスマンスハウゼン       | 982          | 995          |
| アウルハウゼン           | 1,195        | 1,208        |
| プレスベルク             | 859          | 870          |
| 合計                     | 9,873        | 9,995        |

## 歴史
この地域には、最初ケルト人が定住していたが、紀元後にはウビー族、マッティアチ族が取って代わった。1世紀になるとローマ人がタウヌスまで進出した。ローマ人はビンゲン・アム・ラインに砦を築き、その対岸、すなわち現在のリューデスハイム付近にはリーメスへ向かう道の途中に橋頭堡を築いた。その後、ローマ人はアラマンニ人に追われ、民族移動時代の到来とともにフランク人がやって来た。考古学調査の成果によれば、この頃のガラスが発見されているので、その頃からリューデスハイムではワイン造りが行われていた事が示唆される。フランク人の塊村として成立した元々の集落の位置や大きさは、それを囲んでいたクルンクハルツホーフ通りとクライネ・グラーベン通りのルートで知ることができる。
983年の「ヴェロネーゼの寄進」は、特にリューデスハイムを含むラインガウ下流域におけるマインツ大司教の地位を強化した。そこに住んでいた住民や仕えていた貴族などはライン伯の高権から離れ、固有の裁判権の下に置かれた。リューデスハイムの裕福な貴族は次第にマインツ大司教のレーエン下に組み込まれ、リューデスハイムにおけるライン伯の影響力は、ラインガウ全域でそうであったように、徐々に失われて行き、自らレーエンに依存するようになり、大司教はついにこの領域における無制限の支配権を獲得したる。
大司教バルドの治世下（1031年 - 1051年）でラインガウ、特にリューデスハイムのワイン製造は初めて計画的に奨励された。住民たちの請願により、「Rudensheim と Ibingen（リューデスハイムとアイビンゲン）の山」を開墾と耕作のために開放して、そこをブドウ山とした。森林を開墾してのブドウ畑の大規模な拡張は、ジークフリート1世大司教治下の1074年から始まった。彼によって通常発行された開墾許可証には、開墾地にはブドウ畑のみ造ることができるという条件が厳格に組み込まれていた。その後150年の間に行われた開墾が、リューデスハイムを含むラインガウ全域のその後の富の基盤を造り出した。1226年にラインガウでそれ以上の開墾はすべて禁止された。リューデスハイムはこれ以後主にワイン造りと航行、時に筏業で生計を立てた。

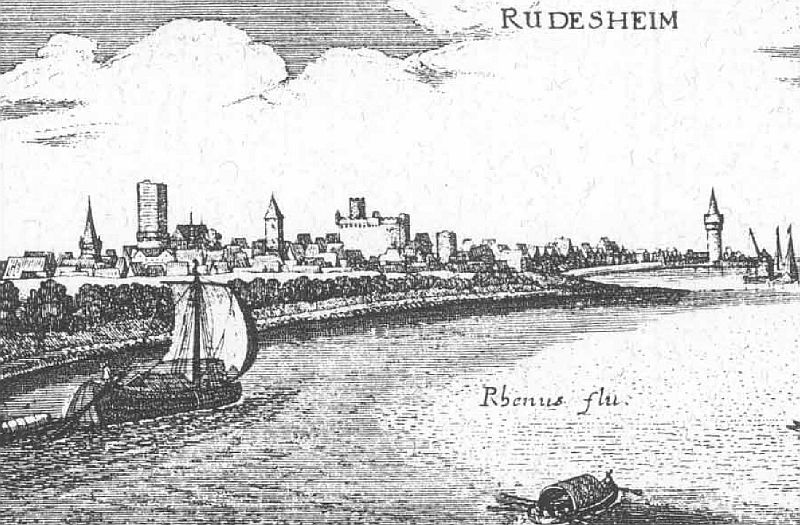
1655年に出版されたマテウス・メーリアンの銅版画に描かれたリューデスハイム

15世紀から16世紀には、ラインガウはラインガウアー・ゲビュックに護られて大きな戦禍を免れた。リューデスハイムは幾分裕福になった。集落の防衛施設である環状壁はレール通りからシュタインガッセまで拡張され、多くの塔で強化された。このうちライン河畔のアドラー塔だけが、かつての火薬塔として現存している。ラインガウの3つのワイン市の1つであるリューデスハイムのワイン市は賑わい、ライン川に新しいワインクレーンが設けられた。水車船は穀物だけでなくその他の産業原料も製粉し、ライン川は多くの船で活況を呈した。交通の発展においてリューデスハイムは特別に重要であった。ライン川の急峻な崖により陸路がここで終わり、アスマンスハウゼンやロルヒへ向かう道はまだなかったため、下流へ向かう全ての交通は船に乗り換えなければならなかったのである。このため、多くのリューデスハイムの船乗りたちは貨物船や渡し船の船員、あるいは水先案内人や筏乗りとして良い収入を得ていた。多くの旅人が目的の船を待つために、数多くの旅館の開発が進められた。
1803年の帝国代表者会議主要決議によりラインガウにおけるマインツ選帝侯支配は終了した。リューデスハイムはナッサウ公国の支配下に入った。1816年4月4日にリューデスハイムはナッサウ公国のアムト・リューデスハイムの首邑となり、1818年1月1日に都市権を与えられた。
プロイセン王国が1867年にナッサウ公国を併合して、その地域がいくつかの郡 (Kreis) に分割されると、リューデスハイムは新設されたラインガウ郡の郡庁所在地となった。その後、1977年に行われたヘッセン州の自治体再編の際にラインガウ郡はウンタータウヌス郡と合併してラインガウ＝タウヌス郡となり、この時リューデスハイムは郡庁所在地の地位をバート・シュヴァルバッハに引き渡さねばならなかった。しかしながら、リューデスハイムの知名度は高いため、車のナンバープレートに表示される地名はRÜDのまま変更されなかった。

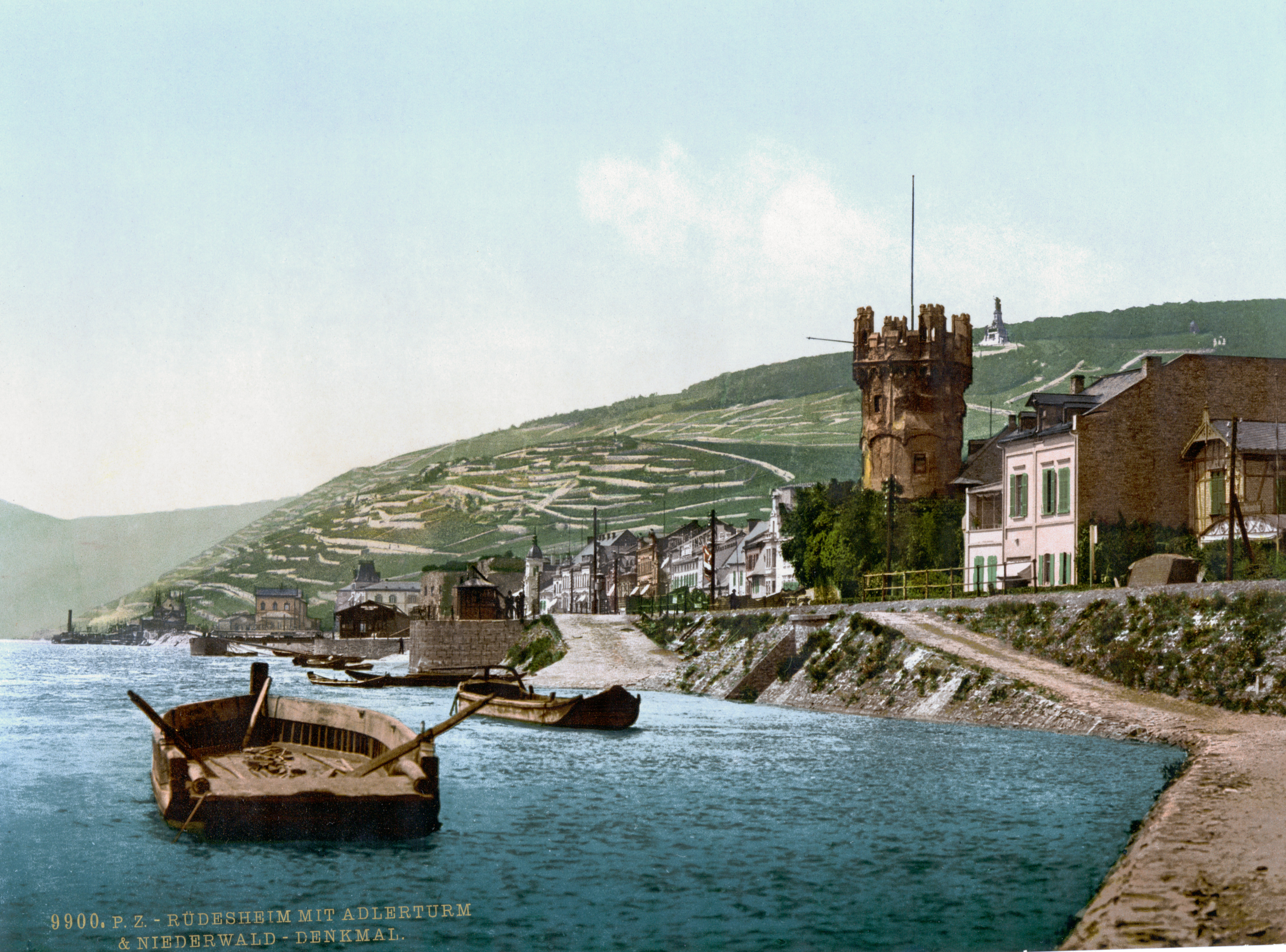
1900年頃のリューデスハイム。背後の山上にニーダーヴァルト記念碑が描かれている。

ニーダーヴァルト記念碑は1877年に建造がはじまり、1883年に完成した。この愛国的な記念碑は町を見下ろす高台にあり、初めはロバで、1885年からはラック式蒸気機関車が運行するニーダーヴァルト鉄道で、1954年からはロープウェイでたどり着くことができるようになった。観光業は水運業に代わる収入源として成長しつつある。
1939年、当時独立した自治体であったアイビンゲンは、アイビンゲン住民の反対にもかかわらず、リューデスハイムの国家社会主義者によってリューデスハイムに合併した。
1944年12月25日、聖人暦ではアレクサンドリアのカタリナに捧げられたこの日は、リューデスハイムにとって暗黒の日となった。激しい爆撃によってカトリック教会や福音主義教会の周辺地区が灰燼に帰し、200人以上の死者がでた。戦後数十年経っても聖カタリナの日はこの出来事を回想し、死者を追悼する日となっている。旧市街の最も古い建物群は破壊を免れ、復興が迅速になされたため、リューデスハイムは観光の魅力をすぐに回復した。戦後多くの追放された人々や難民を受け容れるためにリューデスハイムとアイビンゲンに新たな住宅地が整備された。1953年にヴィンデック地区、1970年にトリフト地区、1977年にリューデスハイム＝オスト地区が設けられた。
1970年には、「Rudesheim liegt nicht an der Themse」(テムズ川にはリューデスハイムがない)と題したシングル曲がリリースされた。この曲はイギリスの歌手David Garrickによるもので、この曲は大ヒットした。
地名 Rüdesheim の古い形は Rudenesheim（1017年）であり、その後 Rudensheim（1128年）を経由して現在の表記になった。前半部は人名 Hruodolf/Rudolf, Hruodpert/Rupert 等の短縮形である[H]ruodinを含んでいる。

### 市町村合併
1970年10月1日にアウルハウゼンと合併していたアスマンスハウゼンとプレスベルクは、1977年1月1日にリューデスハイムに合併した。この時、ラインガウ郡とウンタータウヌス郡が合併してラインガウ＝タウヌス郡が成立したことで、リューデスハイムは郡庁所在地の地位をバート・シュヴァルバッハに譲った。
リューデスハイムは2002年からUNESCO世界遺産のライン渓谷中流上部の一部となった。リューデスハイムはロルヒとともに「世界遺産ライン渓谷上部」目的連合の一員となっている。

## 行政

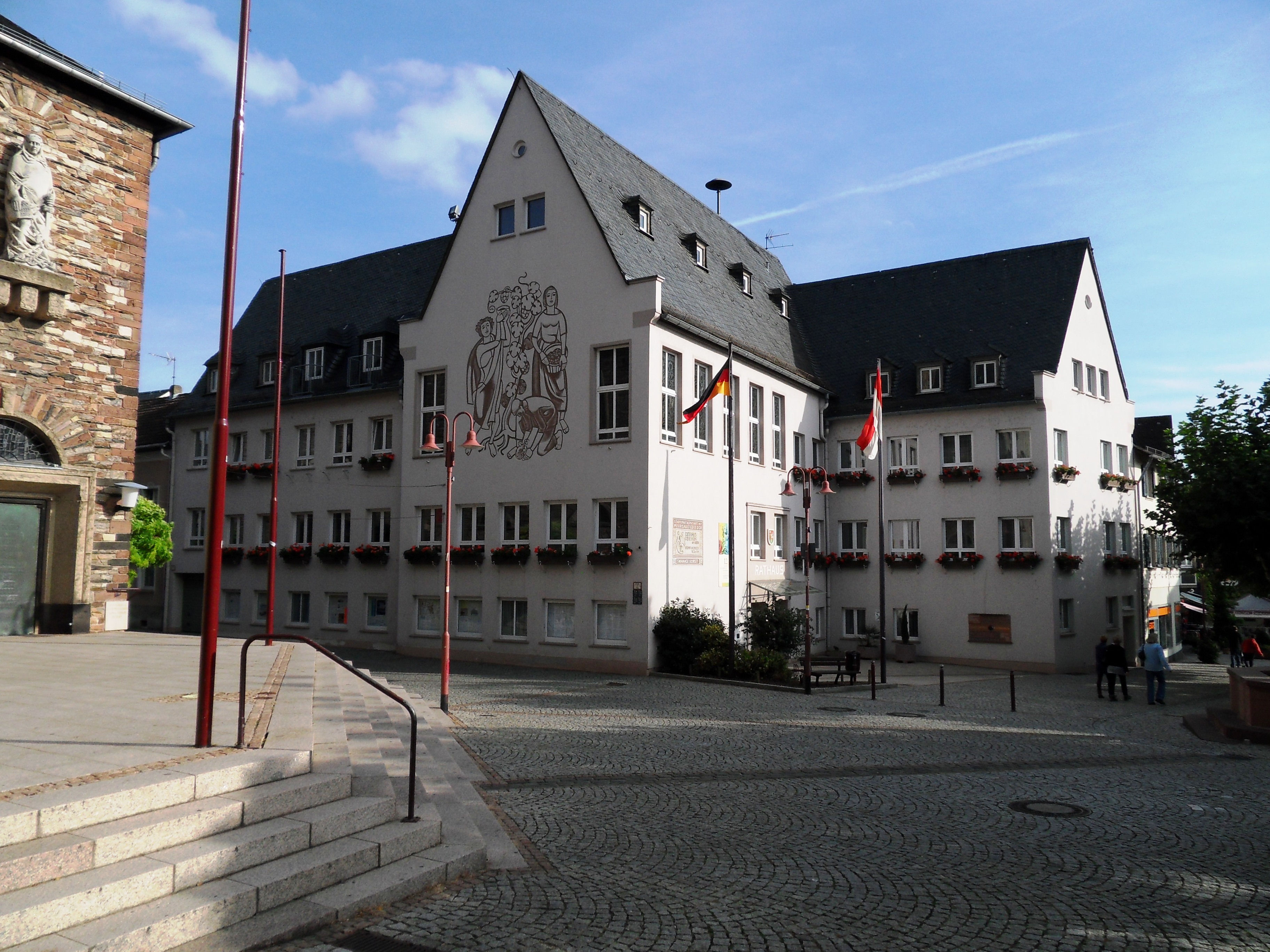
リューデスハイム・アム・ラインの市庁舎

### 議会
リューデスハイム・アム・ラインの市議会は31議席からなる。

### 首長
2019年11月10日の市長選挙決選投票で、クラウス・ツァップ（無所属）が当時現職だったフォルカー・モスラー (CDU) を破って市長に選出された。ツァップの得票率は 60.9 % であった。ツァップは2020年2月1日に市長に就任した。
それ以前の首長:
- 1947年 - 1950年: レオポルト・バウジンガー[14]
- 1951年 - 1965年: クラウス・ディンゼ
- 1966年 - 1990年: フーベルト・シュレプホルスト[15]
- 1990年 - 1996年: -
- 1996年 - 2008年: ウード・グリューン（無所属）
- 2008年 - 2020年: フォルカー・モスラー (CDU)

レオポルト・バウジンガーとクラウス・ディンゼの2人は、本市の市長を務めた後ラインガウ郡の郡長に選出され、1976年のヘッセン州の地域再編まで郡行政に携わった。

### 姉妹都市
- ムルソー（フランス、コート＝ドール県）
- ジュリエナ（フランス、ローヌ県）アスマンスハウゼン地区と締結
- オアン（フランス語版、英語版）（フランス、ローヌ県）プレスベルク地区と締結
- メゼーケヴェジュ（ハンガリー語版、英語版）（ハンガリー、ボルショド・アバウーイ・ゼンプレーン県）
- スワネイジ（英語版）（イギリス、ドーセット）
- セッラ・サンタッボンディオ（イタリア、マルケ州）

### 紋章
図柄: 赤地。緑の基部の上に、基部の境界線をまたぐ様に配置された金色の馬具をつけた銀色の馬にまたがる金の光背と金の鎧を身につけた銀色の騎士。騎士は左手で自らの青いマントを持ち、右手の剣でそれを切ろうとしている。右（向かって左）の基部に、背負い銀の長衣と巡礼者の帽子を身につけた金の光背を背負い銀の髭を生やした人物。その右手には赤い小口の黒い表紙の本を持っており、左手は体の前で金色の巡礼者の杖を握っている。この人物の斜め左上（向かって右上）に銀の貝が描かれている。基部中央に、左向き（向かって右向き）に座った金髪の人物。この人物は下着に裸足で、左脚を曲げ、右足を伸ばし、腕を上げ、左手で黒い松葉杖をつかんでいる。
解説: 騎士はトゥールの聖マルティンである。彼はマントを切って貧しい男に与え、マインツ選帝侯時代には特に崇拝されていた。立っている巡礼者は聖ヤコブで、その象徴として巡礼者の杖とヤコブの貝殻が描かれている。
リューデスハイムの紋章は多くの変遷を経ており、19世紀にはヤコブの貝殻だけだった時期もある。動揺の意匠は17世紀から18世紀に印章として用いられていた。

## 文化と見所

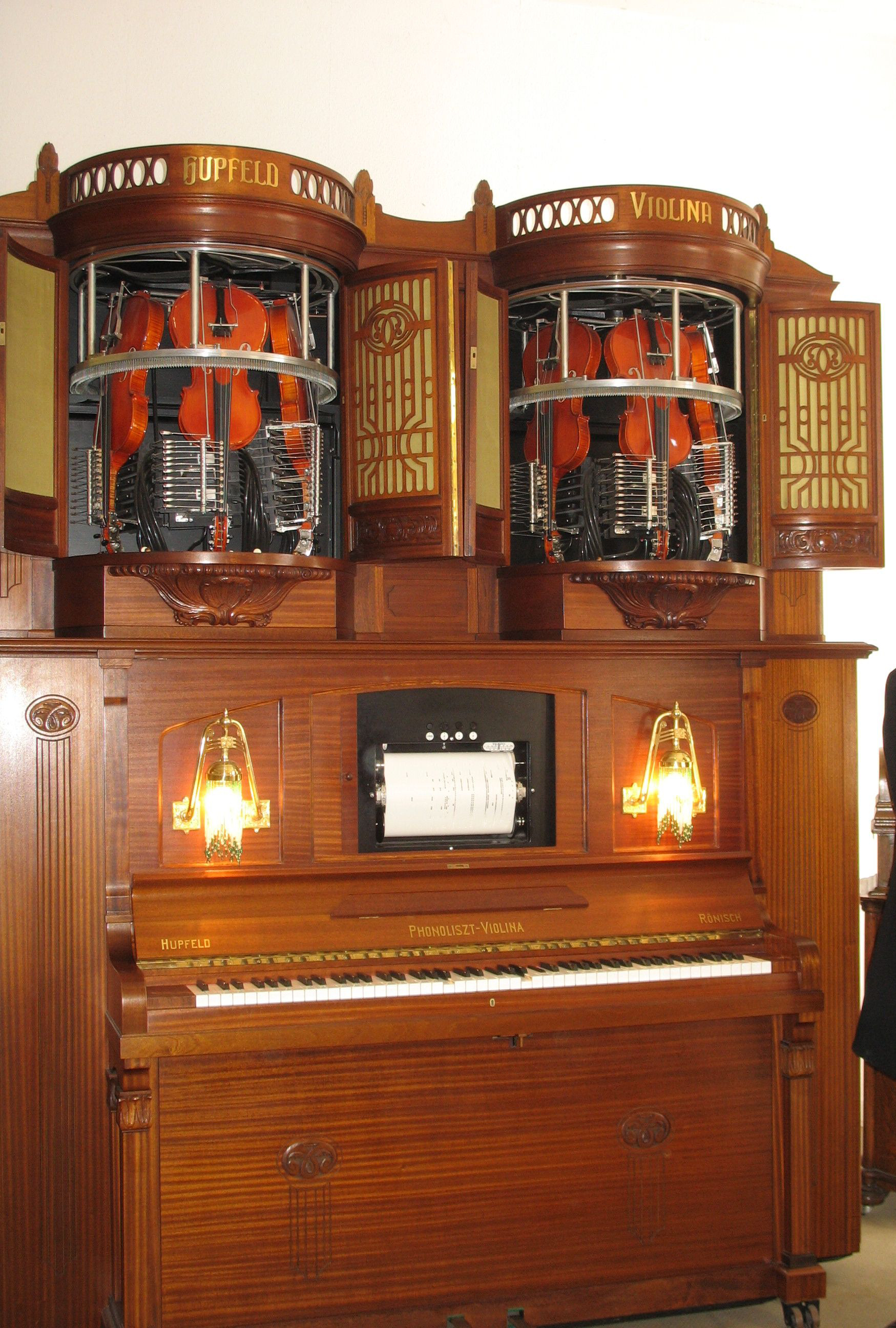
ジークフリートの機械仕掛けの音楽キャビネットに展示されているフープフェルト・フォノリスト・ヴィオリーナ

### 博物館
- ジークフリートの機械仕掛けの音楽キャビネット: 自動演奏楽器のための、ドイツ初の博物館である。400 m2 以上の展示スペースに、演奏時計から何トンもの重さがあるオーケストリオンに至る何世紀にもおよぶ自動演奏音楽とその装置の歴史が紹介されている。たとえば、6つのヴァイオリンが装着されたフープフェルト・フォノリスト・ヴィオリーナ、フープフェルト・ヴィオリーナ・オーケストラ、ポッパース・ヴィオリノーヴォといった自動演奏ヴァイオリンのユニークなコレクションや2009年から収蔵されたヴェルテのキーノオルゲル（直訳: 映画オルガン）などがある。1996年からは22の鐘を持つマイセン陶器のカリヨンも展示されている[17]。
- 中世拷問博物館: この博物館は、1000 m2 の展示スペースに、中世およびドイツにおける魔女狩りの時代に用いられた歴史的な拷問用具を展示している。それは極めて印象深い拷問用具の豊富なコレクションとなっている。当時の有名なマイスターによる価値の高い絵画コレクションは、その世紀を物語る同時代の証拠である。20世紀から21世紀の人権侵害をテーマにしたアムネスティー・インターナショナルのフォトドキュメントが、「魔女、拷問、火刑台」をテーマとしたヨーロッパ最大のコレクションを締めくくっている[18]。
- アスバッハ来訪者センター - ショップを併設したアスバッハ蒸留所の紹介センターである[19]。
- ラインガウアー・ワイン博物館ブレムザーブルク - 世界遺産ライン渓谷中流上部で最も古い城の中で、ラインガウを中心に千年以上に及ぶドイツのワイン造りの歴史を紹介している[20]。
- 玩具・鉄道博物館 - この博物館は、1930年代から1950年代の様式でリューデスハイムからコブレンツまでのロマンティック・ラインを再現した 51 m2 の鉄道ジオラマを展示している。ここではライン川沿いの印象的なポイントが全て模型で再現されている。過去100年の子供や大人の玩具も展示されている。人形、ごっこ遊びの商店、人形用キッチン、自動車、蒸気機関車、金属加工ケースやその他の玩具をショーケース内に見ることができる。特に注目されるのが、過去100年の鉄道模型の発展である。ゼンマイ仕掛けの列車、本格的な蒸気機関車模型、電車模型が大量に展示されている[21]。

### 音楽
- リューデスハイマー・コンツェルテ。市庁舎の市議会会議場で行われる4回のコンサート
- ラインガウ音楽祭。聖ヤコブス教会、聖ヒルデガルト修道院、アスマンスハウゼン地区の聖十字架教区教会でコンサートが開催される。
- 8月の伝統的なワイン祭前夜のクラシック・コンサート
- ドロッセルガッセの居酒屋でのポピュラー音楽のライブ演奏

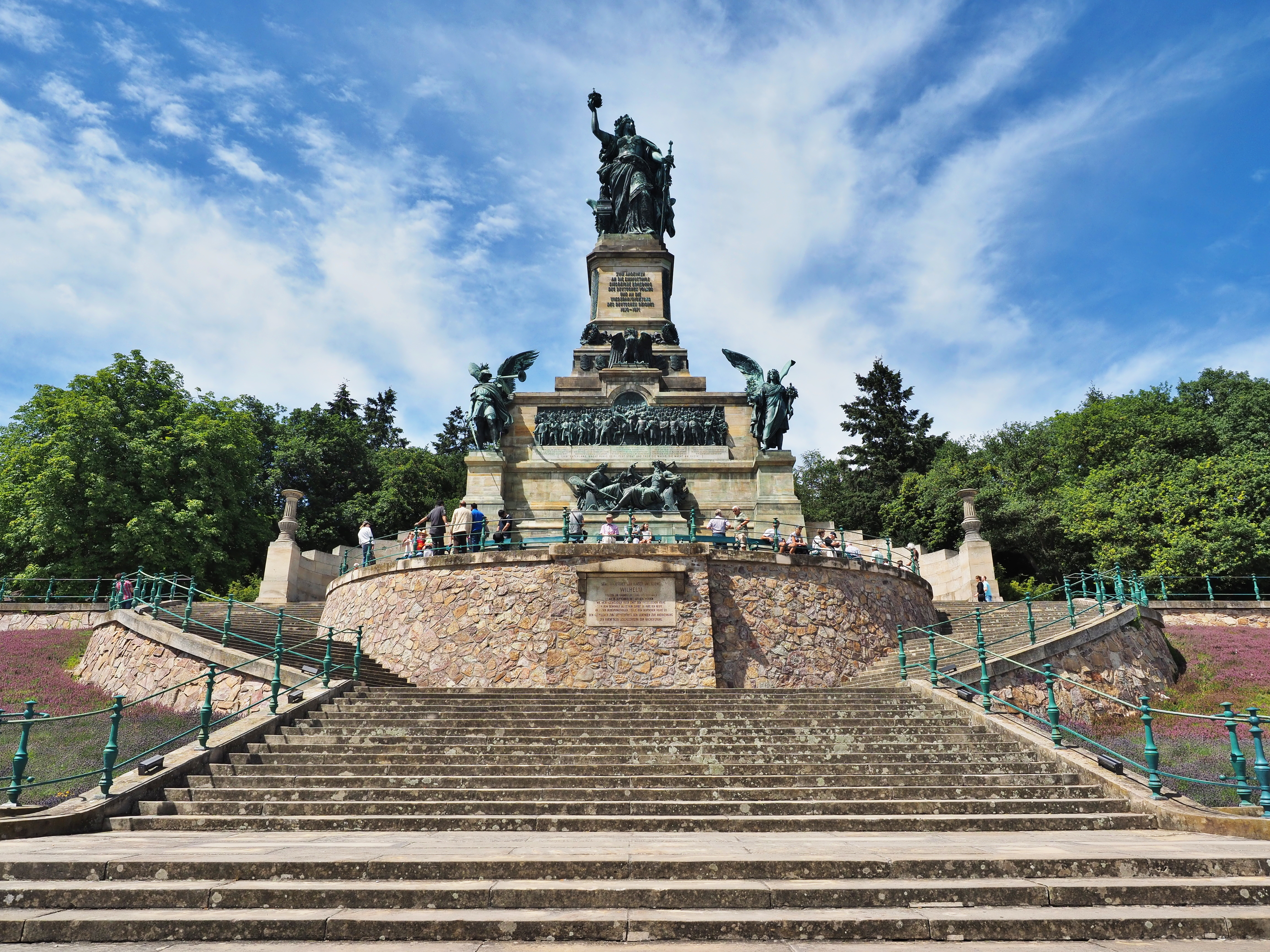
ニーダーヴァルト記念碑

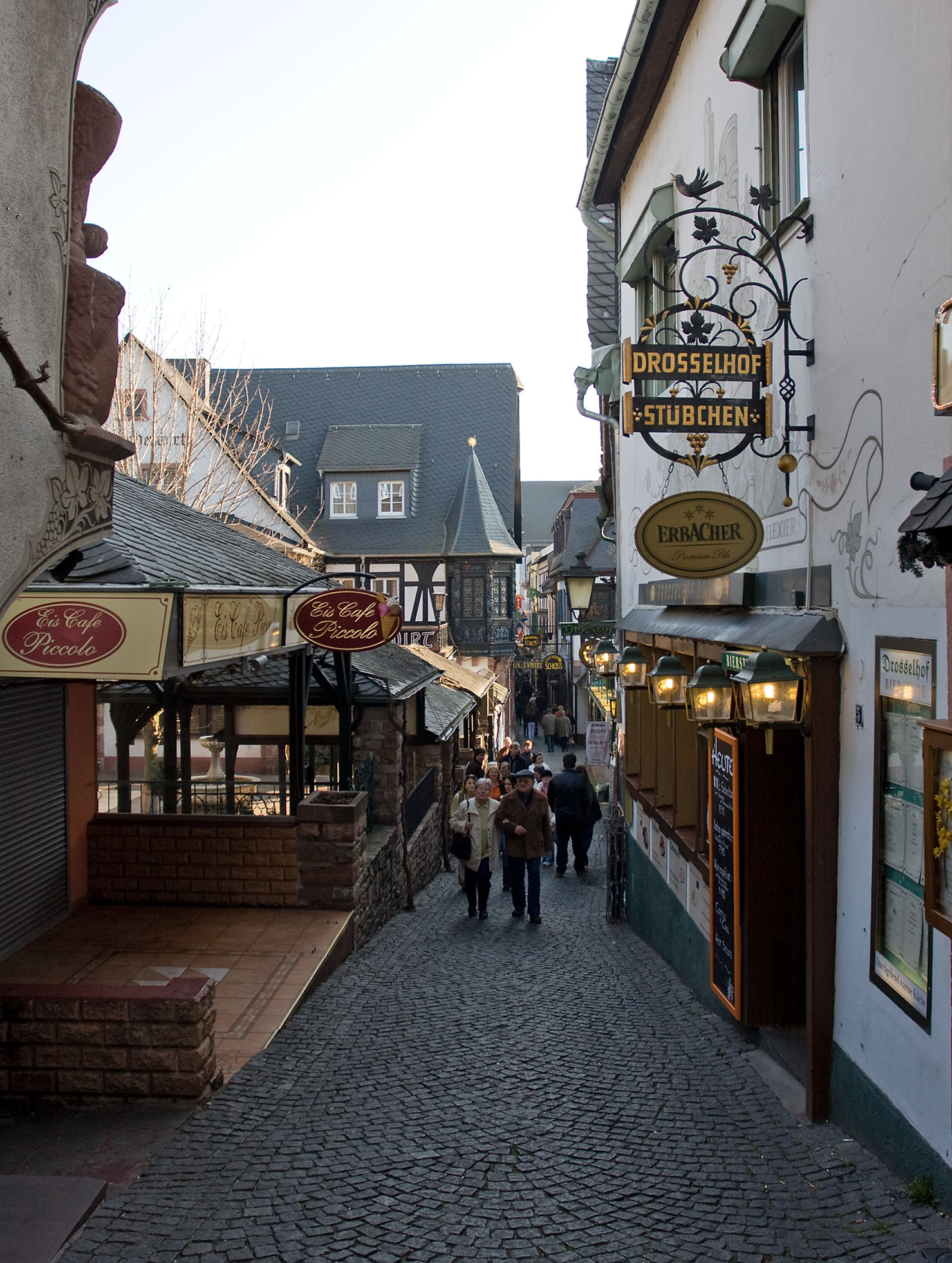
ドロッセルガッセ

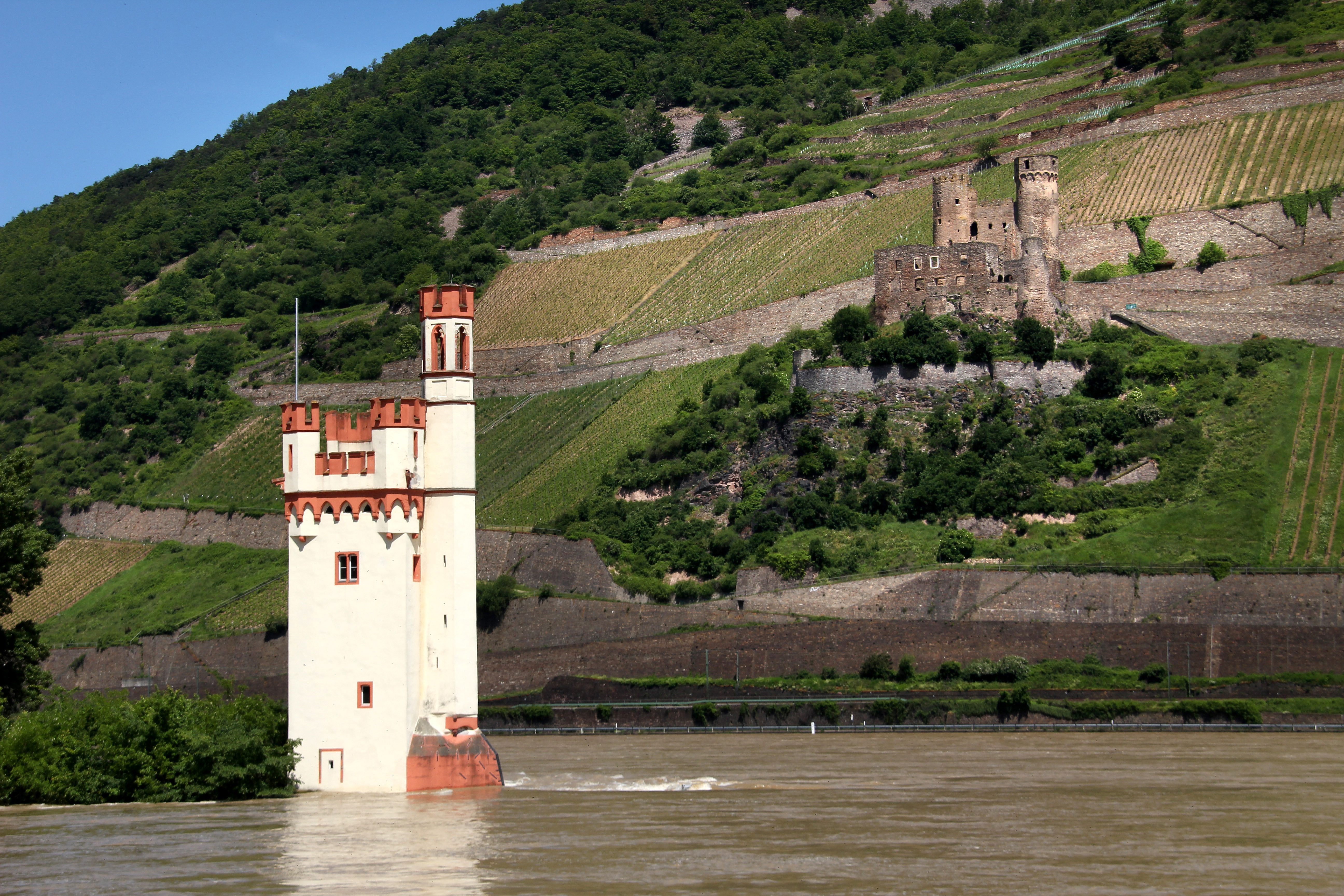
ネズミ塔とエーレンフェルス城趾

### 建造物
- ニーダーヴァルト記念碑、1883年建立
- オスタイン家のニーダーヴァルト景観公園、18世紀
- 数多くのワイン酒場が建ち並ぶドロッセルガッセ（直訳: ツグミ横丁）: ドロッセルガッセはリューデスハイムの古い街並みの心臓部にあり、美しく飾られたレストランや土産物屋などが立ち並んでいる144メートルの細い石畳の歩道である。夏場になると、この通りに沿って多くのワイン酒場や屋外の庭の酒場が店を出し、連日連夜金管楽器の生演奏とダンス音楽が演奏される。この通りは15世紀に建設された。当時のドロッセルガッセは船主らが商品を街の家へ運び込む為の場所であった。この通りはリューデスハイムの中では最も有名な観光地であり、いつも旅行者で混み合っている。
- 聖ヤコブス教区教会、15世紀
- エーレンフェルス城趾
- ブレムザーブルク（ブレムザー城またはニーダーブルク）: 世界遺産ライン渓谷中流上部において最も古い城であり、ワイン博物館が併設されている。元々古代ローマの要塞があった場所に、10世紀になってこの城が建設された。10世紀から13世紀にかけて、この城はマインツ大司教が所有した。当初は城郭であったが、12世紀には住居に改装された。その後リューデスハイムの騎士らの管理下に置かれた。これらの騎士の一派がブレムザーであった。1281年、この城をマインツ大司教ヴェルナー・フォン・エップシュタインが取り戻した。この城は多くの攻撃に耐えた。三十年戦争の間の1640年、ロングヴィル伯アンリ2世（フランス語版、英語版）が指揮するフランス軍によって塔の上部が破壊された。マインツ大司教はこの城を1803年に売却し、それ以降所有者は数回変わった。1941年にリューデスハイム市がこの城を買い取った。今日ではワイン博物館となっている。ここにはワイン搾り機のコレクションのほか、各種のワイン関係品が収められている。この城の壁は2メートル以上の厚みがあり、丸天井の塔の壁は1メートルある。元々この城はライン川の岸辺にあり、水に囲まれていた。
- ボーゼンブルク（ボーゼン城またはオーバーブルク）、高さ 38 m の塔が遺されている。
- クルンクハルツホーフ、15世紀の大規模な木組み建築。
- オーバー通りの貴族の館: ブレムザーホーフ、グレネシュタインシャー・ホーフ、バッセンハイマー・ホーフ
- アドラー塔（鷲の塔）、15世紀。高さ 20.5 m の後期ゴシック様式の円塔で、かつてはライン川に面して建っていた古い都市防衛施設である。
- ビンガー・モイゼトゥルム（ビンゲンのネズミ塔）14世紀。ライン川の中州に建つ[22]。
- アイビンゲン地区の高台に建つベネディクト会聖ヒルデガルト修道院（アイビンゲン修道院）。
- 聖ヒルデガルト教区教会は、ヒルデガルト・フォン・ビンゲンによって1165年に創設されたベネディクト会修道院の遺構の上に建てられた。
- ヒンデンブルク橋の遺構: 第二次世界大戦で破壊された。
- 駅舎。1854年から1856年に建築家ハインリヒ・フェルデの設計に基づき建設された。
- フォルダー城（リューデスハイム）

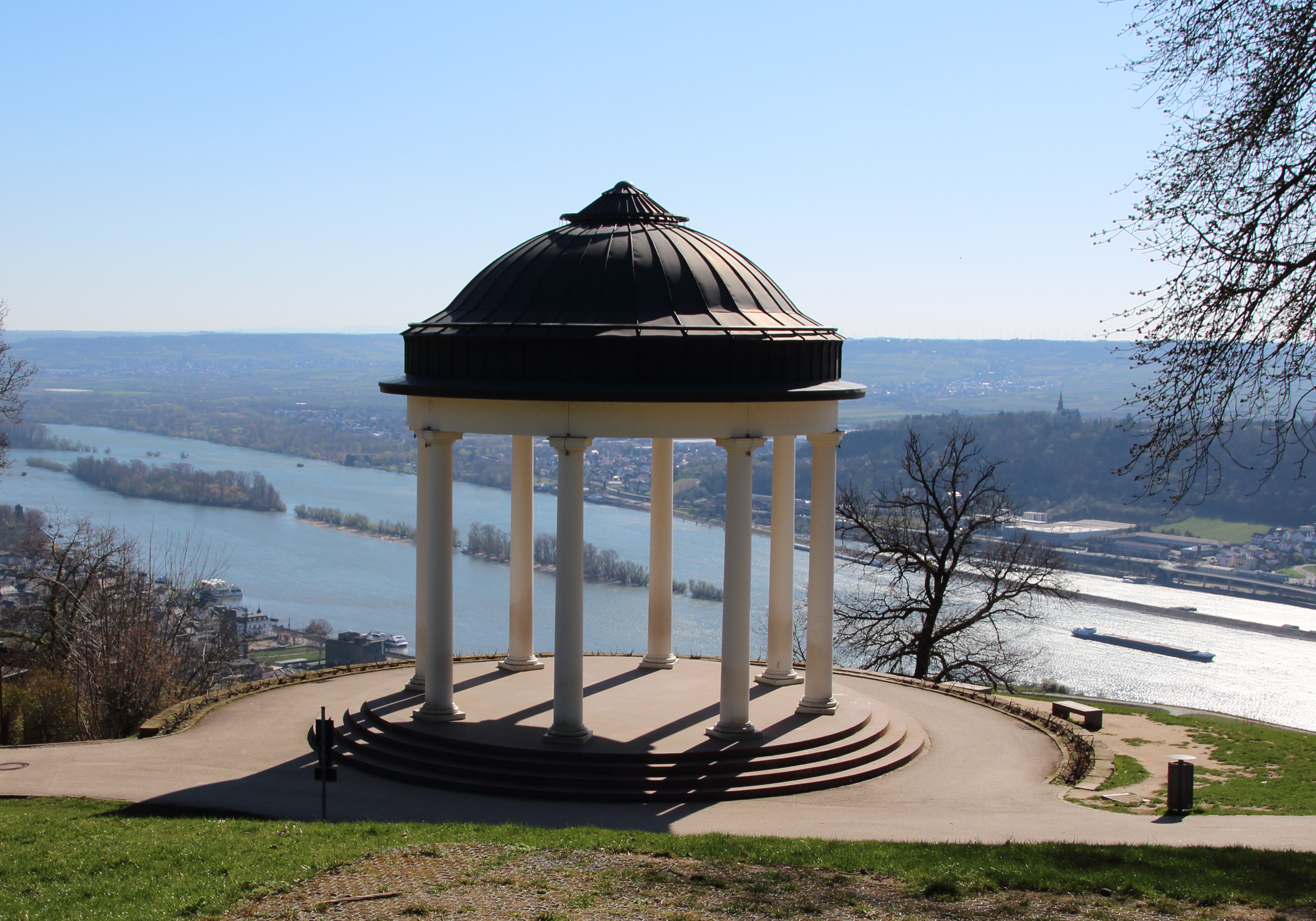
ニーダーヴァルト景観公園
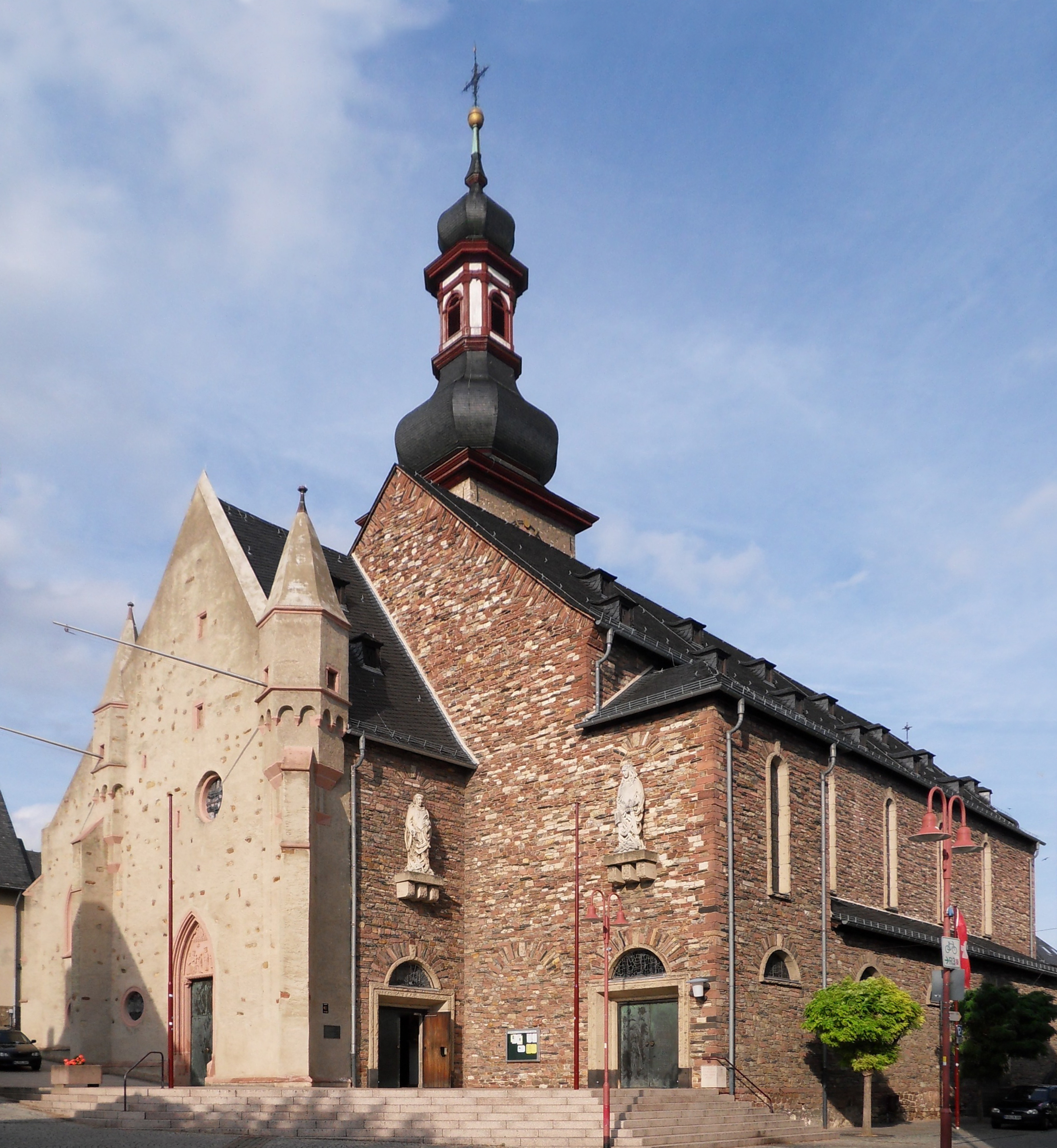
聖ヤーコブス教会
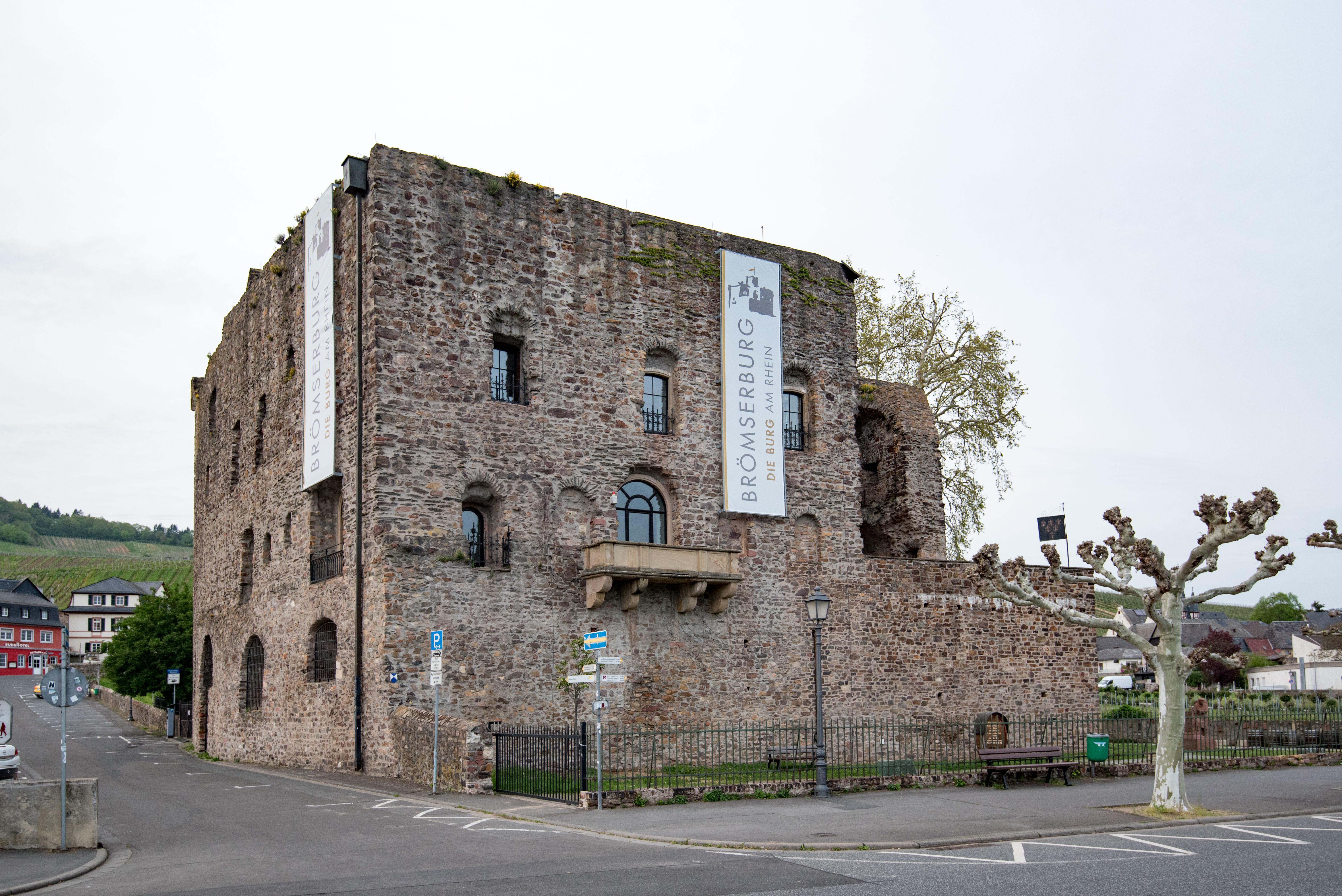
ブレムザーブルク
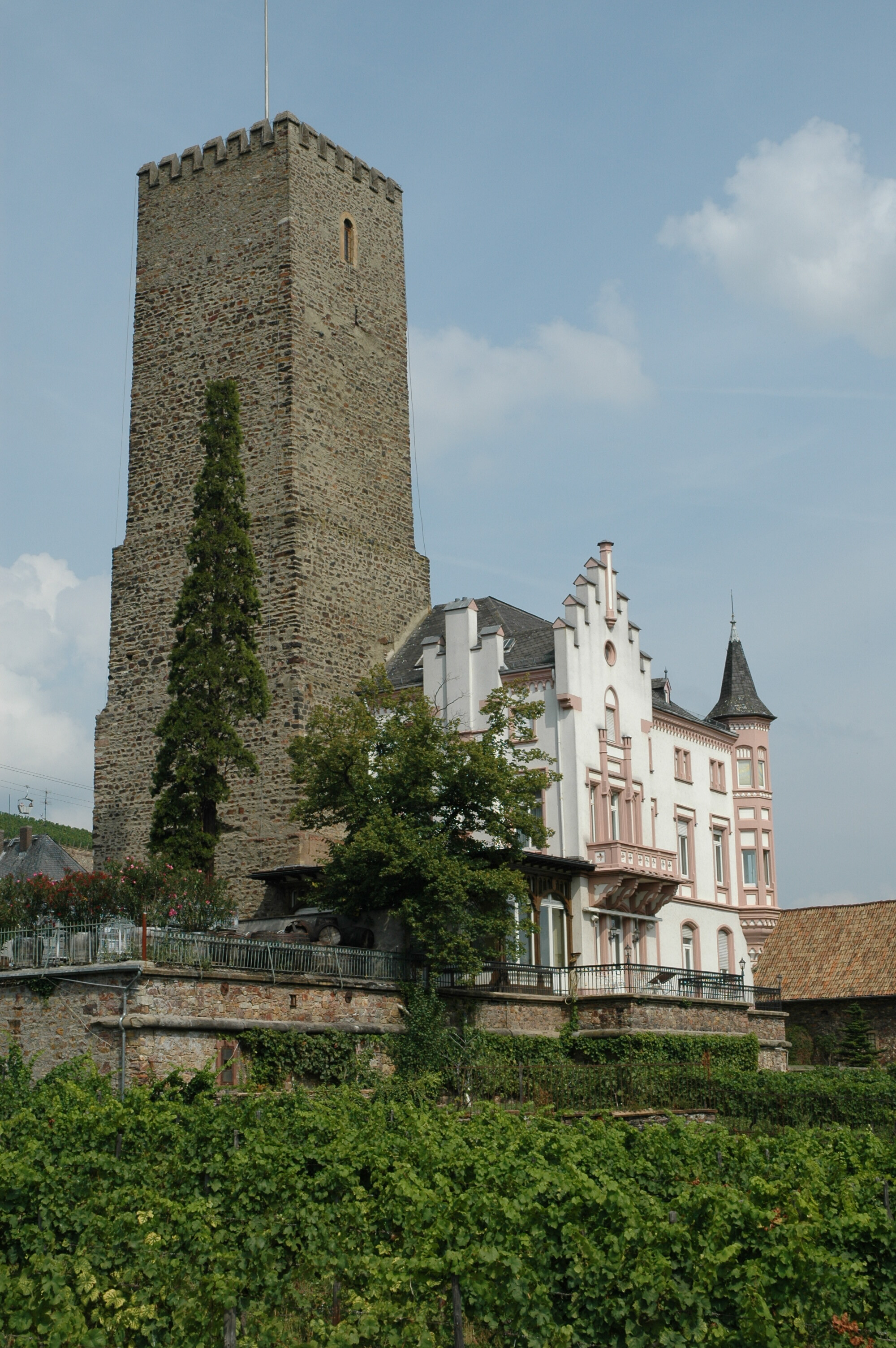
ボーゼンブルク
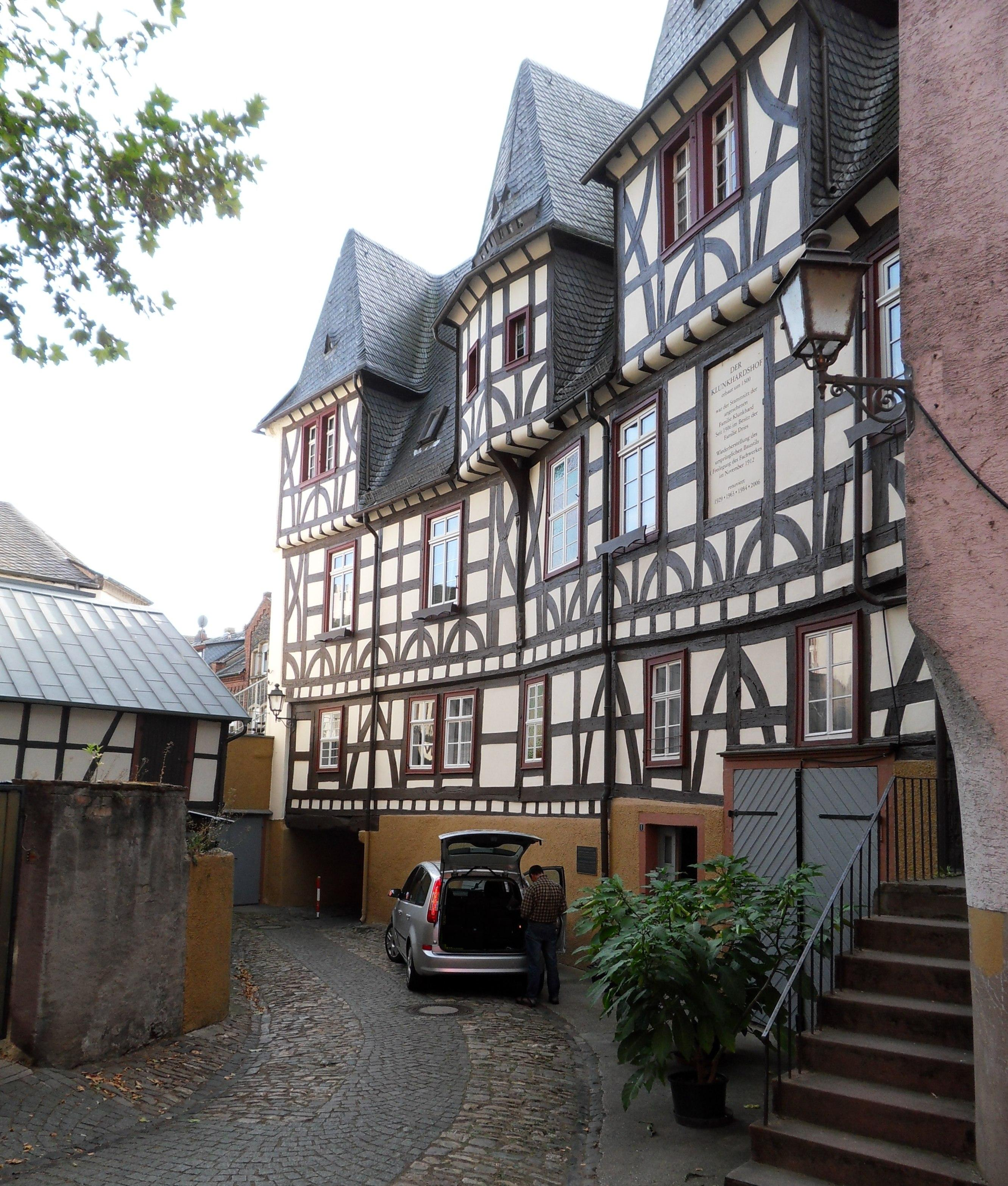
クルンクハルツホーフ
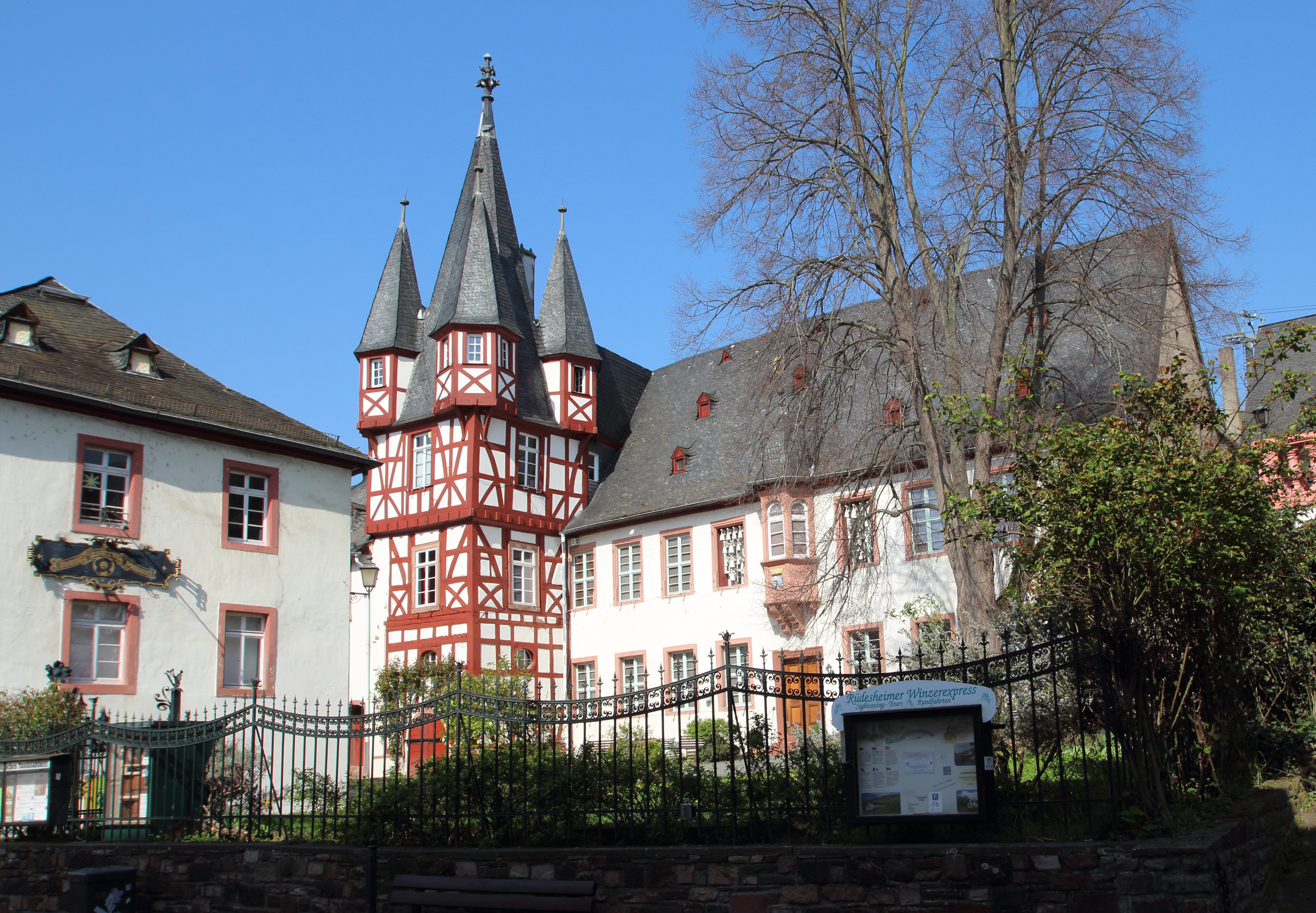
ブレムザーホーフ
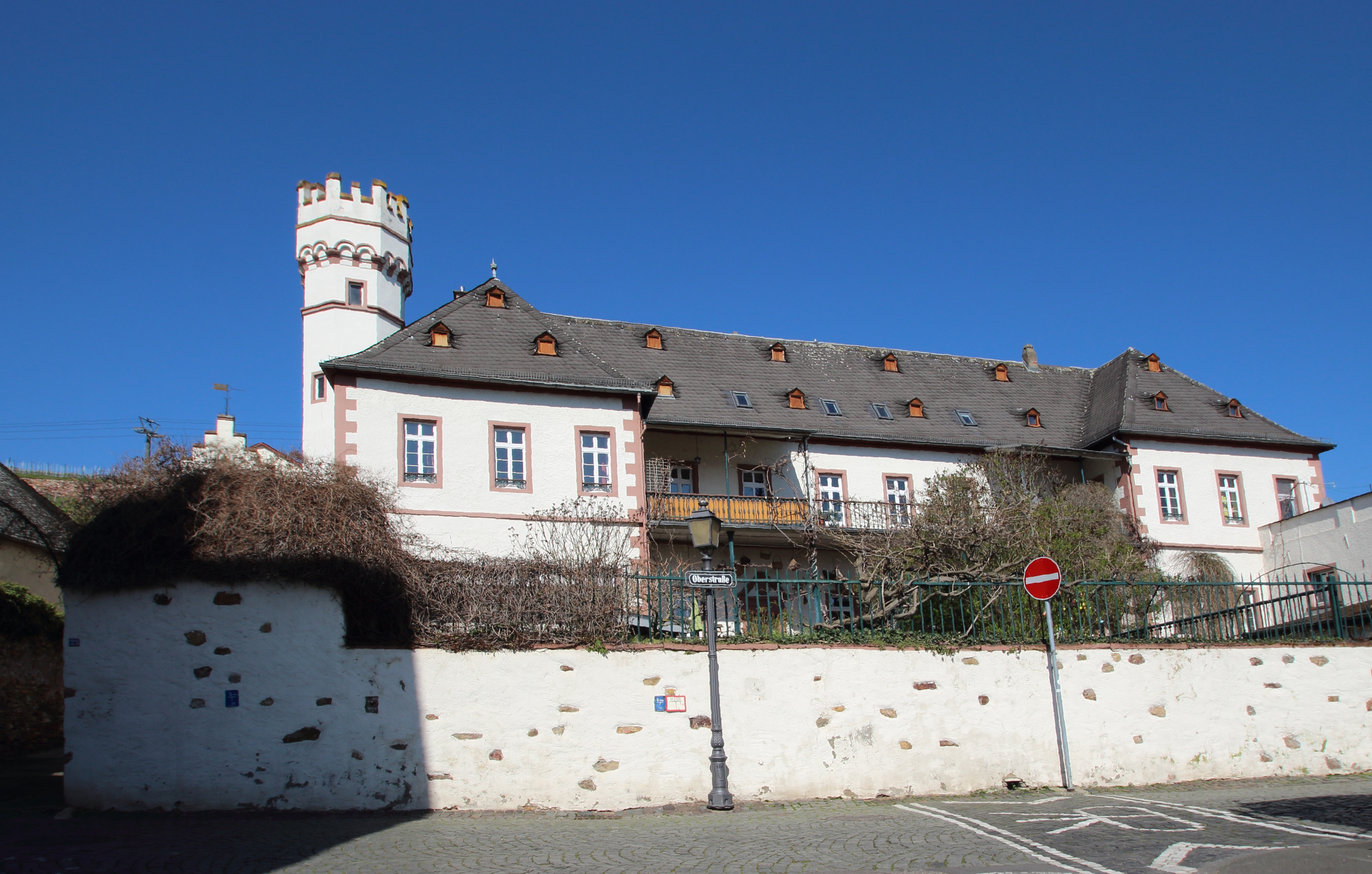
バッセンハイマー・ホーフ
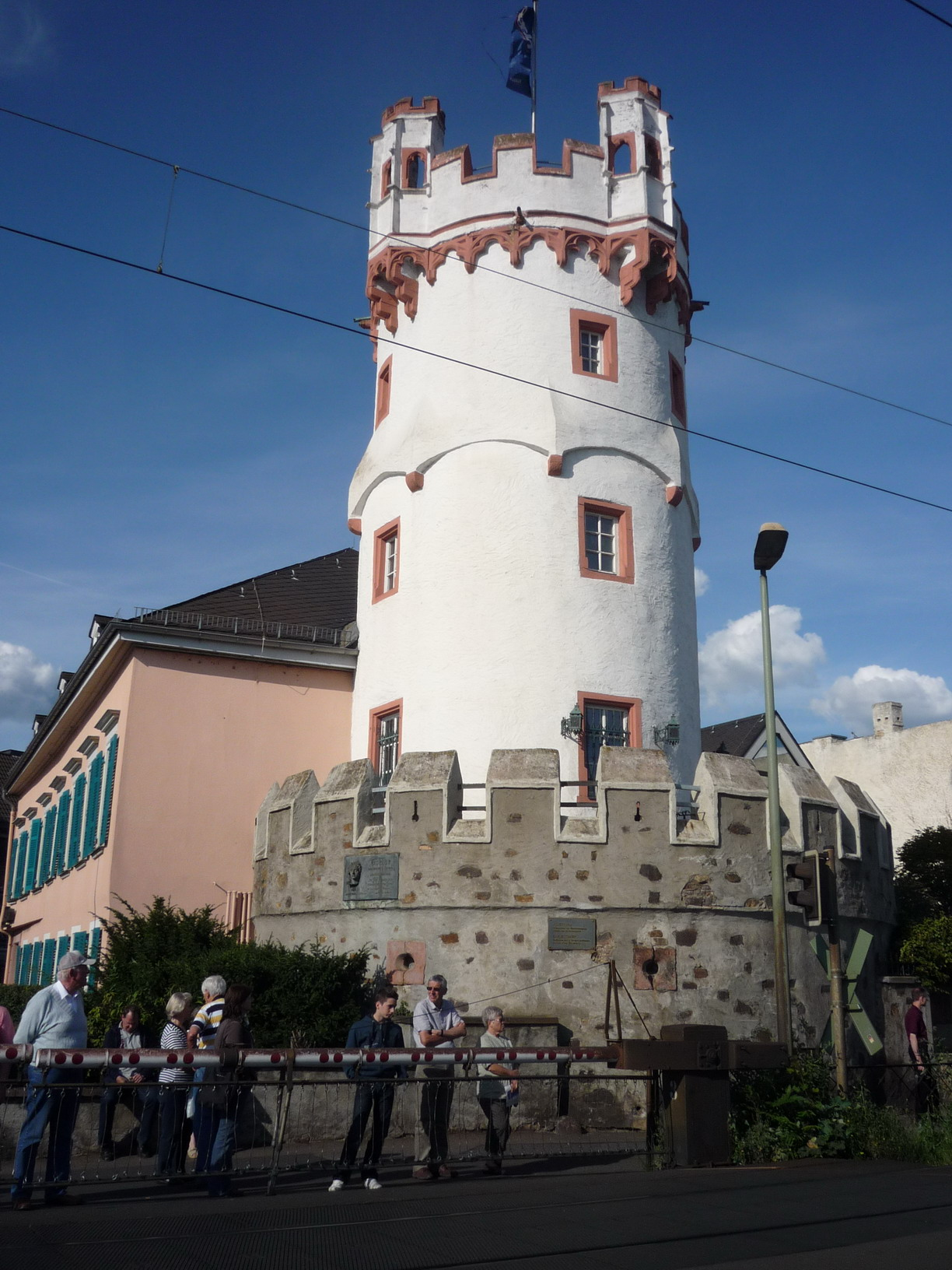
鷲の塔
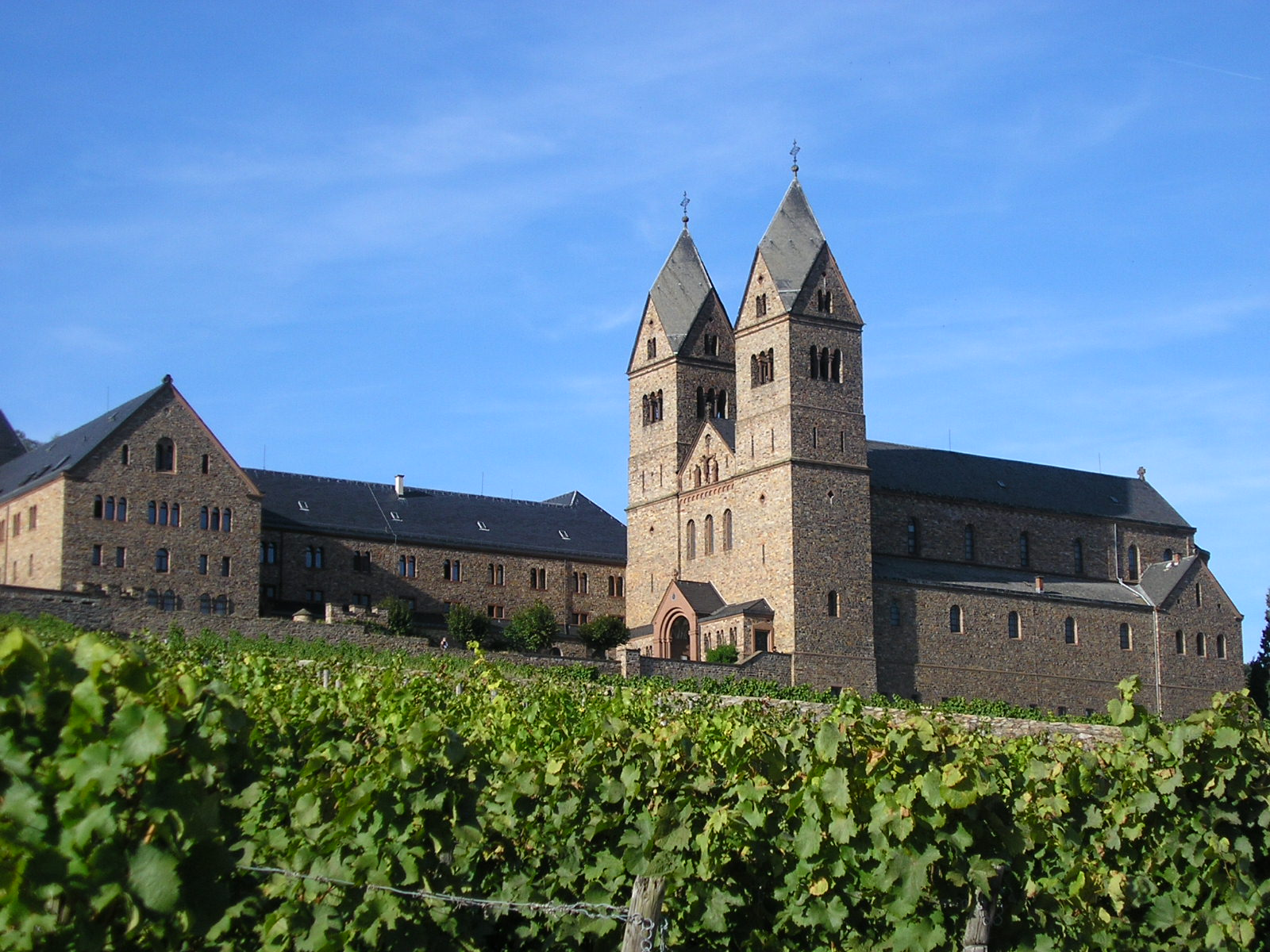
アイビンゲン修道院
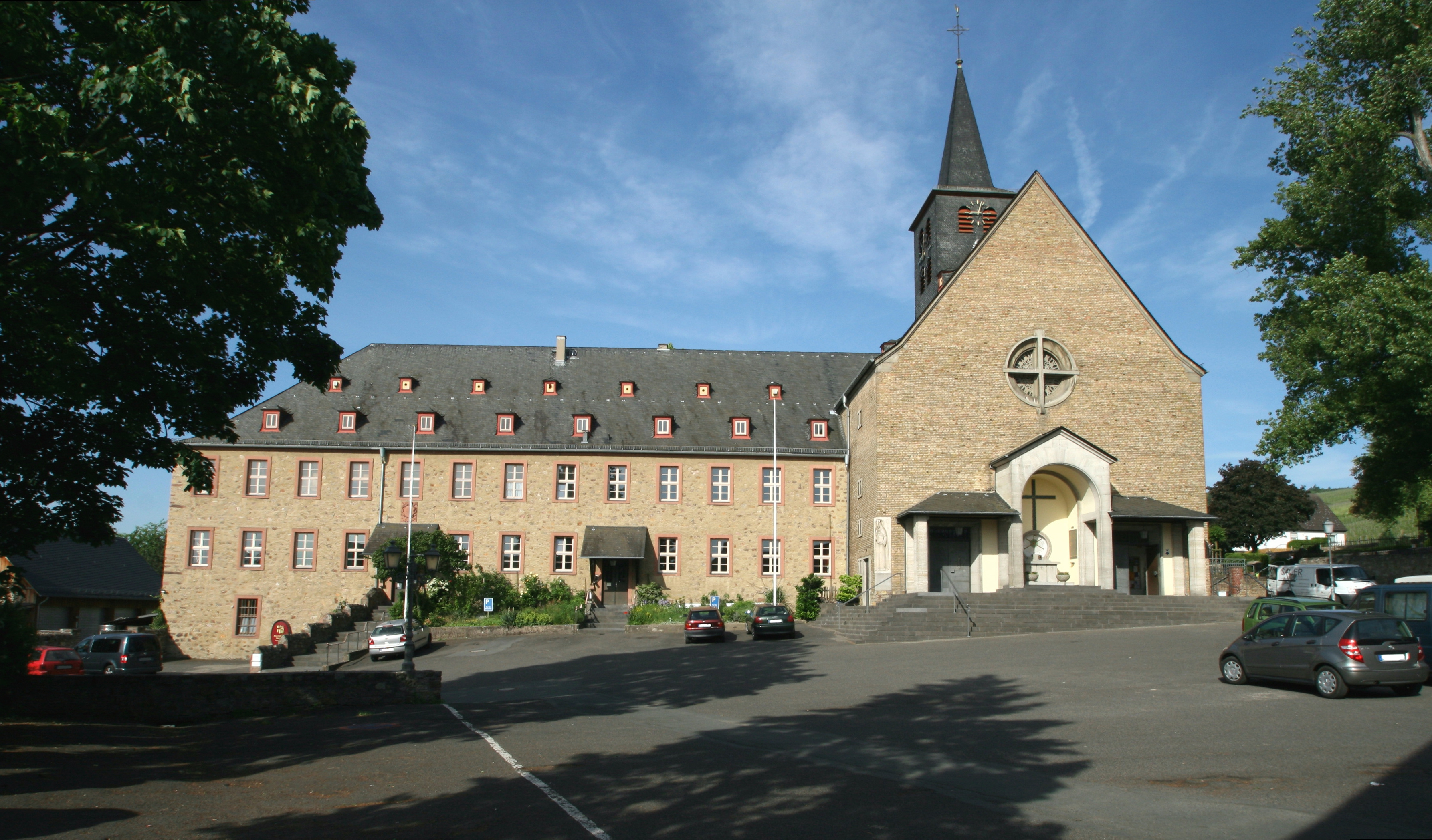
聖ヒルデガルト教区教会

### 年中行事

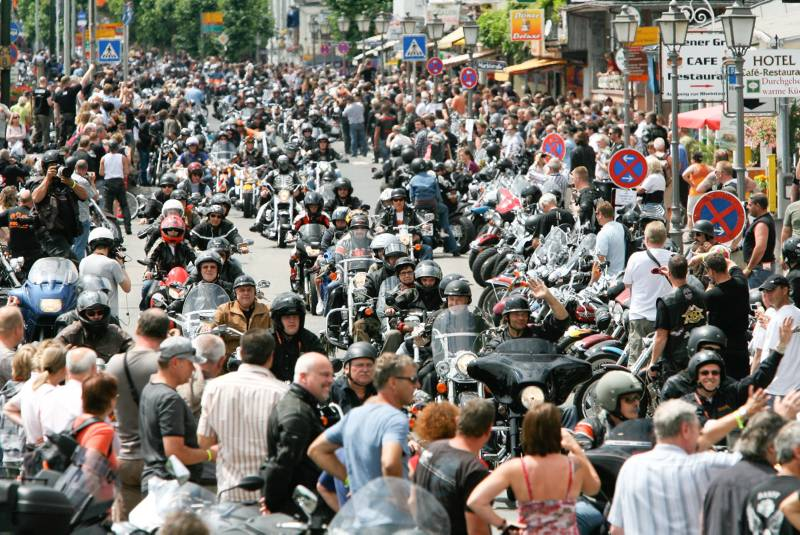
マジック・バイク・リューデスハイムのパレード（2009年）

リューデスハイムでは一連の大きなイベントや祭が開催されており、来訪者を惹き付けている。
- ドイツのスパークリングワインの日（5月の第2週末）
- 子供の日曜日、聖体の祝日/マジック・バイク前の最終日曜日（第1回は2009年）
- マジック・バイク・リューデスハイム、ヨーロッパ最大級のハーレーダビッドソン集会（通常は聖体の祝日の週末）[23]
- アスマンスハウゼン・イン・ROT（初夏）
- タール・トータル、6月の最終日曜日、リューデスハイムからコブレンツまでライン川中流渓谷が自動車通行止めになる。
- ライン・イン・フランメン（直訳: 炎のライン川）花火祭。7月の第1土曜日
- ニーダーヴァルト記念碑での世界遺産祭。不定期
- リューデスハイムのワイン祭、8月第3週末
- ライン・オン・スケート、8月の最終土曜日
- プレスベルクのベルクレネン（直訳: 山レース）8月の最終週末
- ヒルデガルトの日、アイビンゲン教区教会への巡礼、9月17日
- フェーダーヴァイサーの日（1年で最後のワイン祭）10月末または11月初め
- 11月末からクリスマスまでのアドヴェント期間に開催されるクリスマスマーケット

## 経済と社会資本

### 観光とワイン造り

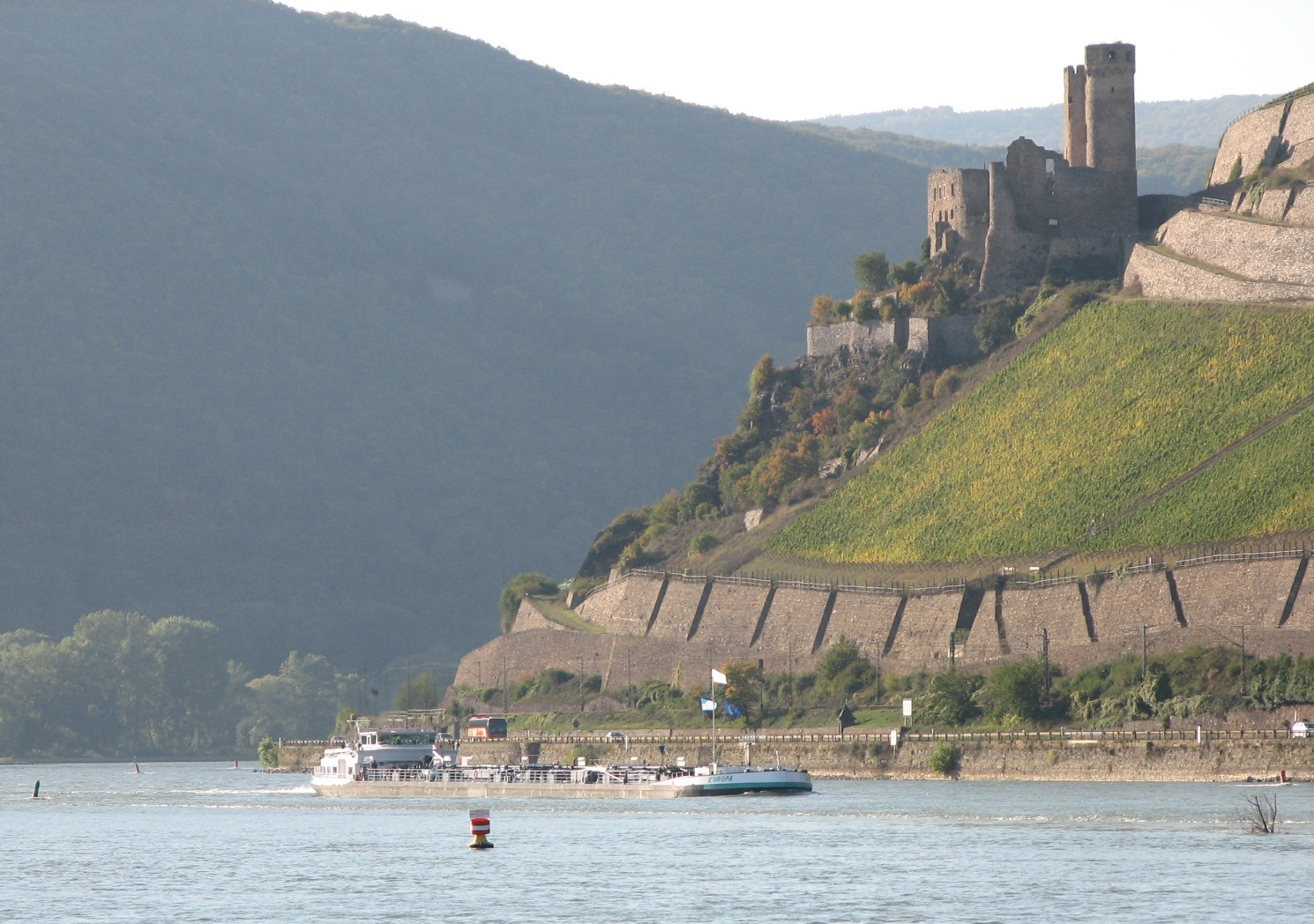
エーレンフェルス城とブドウ畑

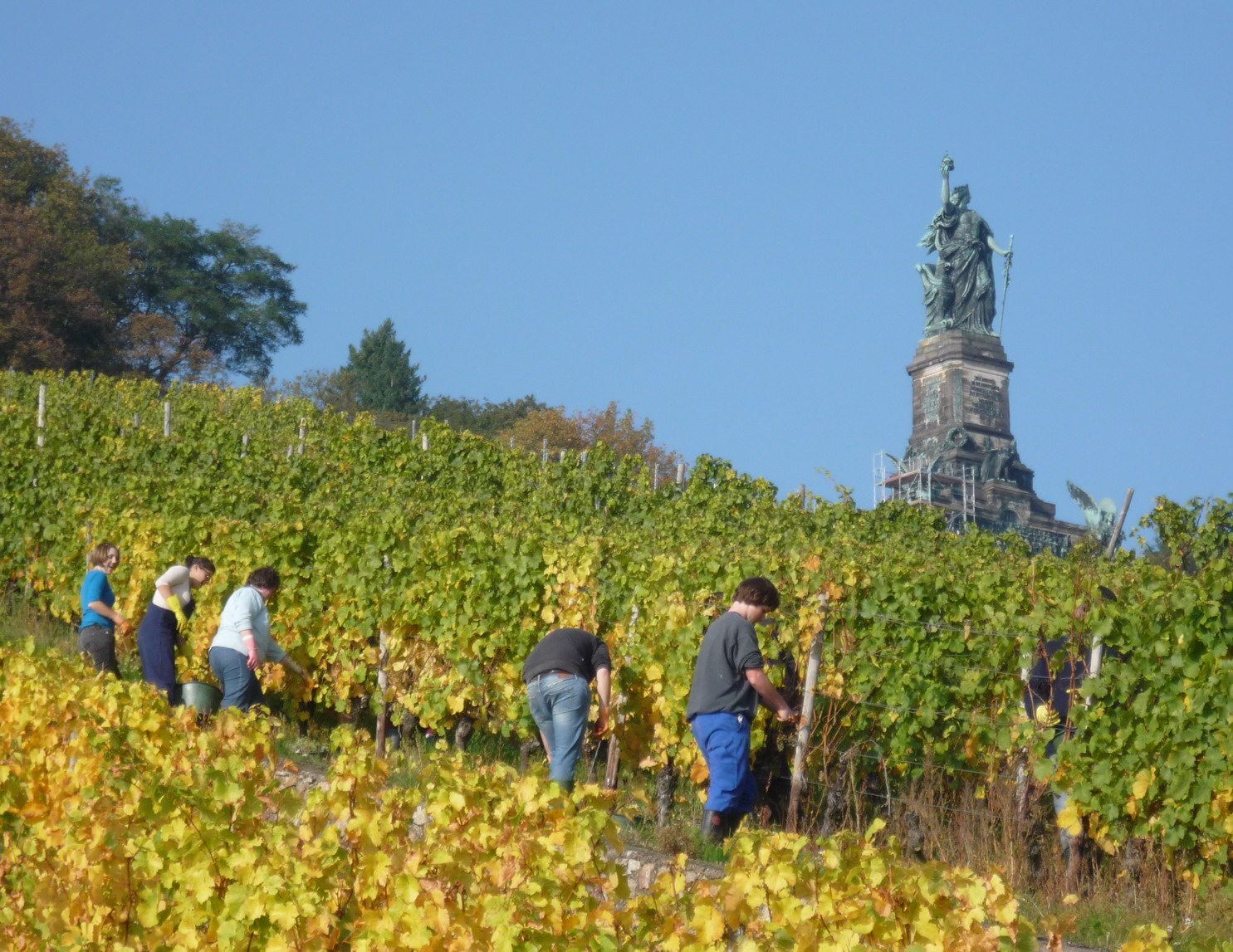
ラインガウ記念碑の下のブドウ畑

リューデスハイム地区とアスマンスハウゼン地区では特に、ワイン造りと、ニーダーヴァルト記念碑を中心とする観光業が生活と経済状況を形成している。これらによって生じる魅力は、この地で開催される大規模イベントにも波及する。2019年本市の延べ宿泊数である約385,555泊は、ラインガウ＝タウヌス郡全体におけるそれ（1,179,566泊）の約1/3にあたる。さらに、リューデスハイムのリバークルーズ船内で宿泊するゲストがあり、近隣地域からの日帰り客も多い。レストランやホテルは、リューデスハイム旧市街の有名なドロッセルガッセ周辺に集中しているが、アスマンスハウゼン地区にもある。
18世紀の終わり頃に、ロマンティック・ラインタールでヨーロッパ最初の観光旅行が始まった後、ニーダーヴァルト記念碑の建立がリューデスハイムの持続的な観光ブームの始まりとなった。最初は馬車やロバで、1885年からは急ピッチで建設されたラック式鉄道で観光客はライン川沿いからニーダーヴァルトの「ゲルマニア」へ運ばれた。第二次世界大戦後、一部が破壊されたこの鉄道は撤去され、1954年に第3の交通手段としてロープウェイが建設された。この小さな街の国際的な知名度や人気は、来訪者の約 50 % が外国人であることに示されている。有名な観光地の他に現在では、ロープウェイ、チェアリフト、船を使ってリューデスハイム - ニーダーヴァルト - アスマンスハウゼンを結び、聖ヒルデガルト修道院、ヒルデガルト・フォン・ビンゲンの廟堂があるアイビンゲンの教区教会を巡る周回ツアーが観光客の人気を集めている。
リューデスハイムのリースリングワインやアスマンスハウゼンのピノ・ノワールを屋台やワイン酒場で、あるいはその他の形態であっても、楽しむことは、ラインロマンティック、ドイツの心地よさ、ライン地方の陽気さを介して、ワインの喜びと結びついた生活様式をゲストに伝える基盤である。それはワインの品質の高さを明らかにし、新たな愛好者や顧客を獲得する。多くのワイナリーが試飲や直販店を運営している。
リューデスハイムのワイン祭では伝統的にワインの女王と王女の戴冠が行われる。女王と王女は、市の内外で開催される多くのイベントにおいてリューデスハイムとそのワインを代表する存在となる。
かつての曳舟道と河岸の防衛施設を改造して造られたハーフェンパルク（直訳: 港公園）は、UNESCO世界遺産「ライン渓谷中流上部」の世界遺産庭園ルートの一部となっている。
かつて影響力のあったワイン蒸留所アスバッハのは、主要な営業部門の移転によりその重要性はわずかとなった。本市に残っているのは、アスバッハ来訪者センターである。駅前のかつてのアスバッハの敷地はユナイテッド・ディスティラー社（現在のディアジオ）に売却された後、リューデスハイム市とラインガウ＝タウヌス郡が半分ずつを購入して、ヘッセン州マーケティング部門に転売した。この敷地は2008年に郡と市によって買い戻された。2010年11月に市議会は郡所有の部分を購入することを決定した。これ以後この敷地の利用はリューデスハイム・アム・ライン市の手中にある。

### その他の産業とサービス業
この他に、特に鉄道の南側の産業地区には、商社のオフィスや手工業者が多くある。大規模な雇用主としては聖ヨーゼフ病院の他にアウルハウゼンの聖ヴィンツェンツ＝シュティフトがある。

### 交通

#### 道路
リューデスハイムは連邦道 B42号線によって東のライン＝マイン地方、北のコブレンツと結ばれている。州道がリューデスハイムからブドウ畑の斜面を通って、ニーダーヴァルト記念碑、狩りの館ニーダーヴァルト城を経由してアウルハウゼンに向かい、アウルハウゼン近傍からさらにプレスベルクへ通じている。南のライン川左岸のビンゲンへは、自動車と人を運ぶフェリーが運航している。
ライン自転車道は、ヴィースバーデンからリューデスハイムまでおおむねライン川沿いに拡張された形で通じている。2011年まではライン川を下る自転車道が連邦道沿いに設けられることになっていた。

#### 鉄道

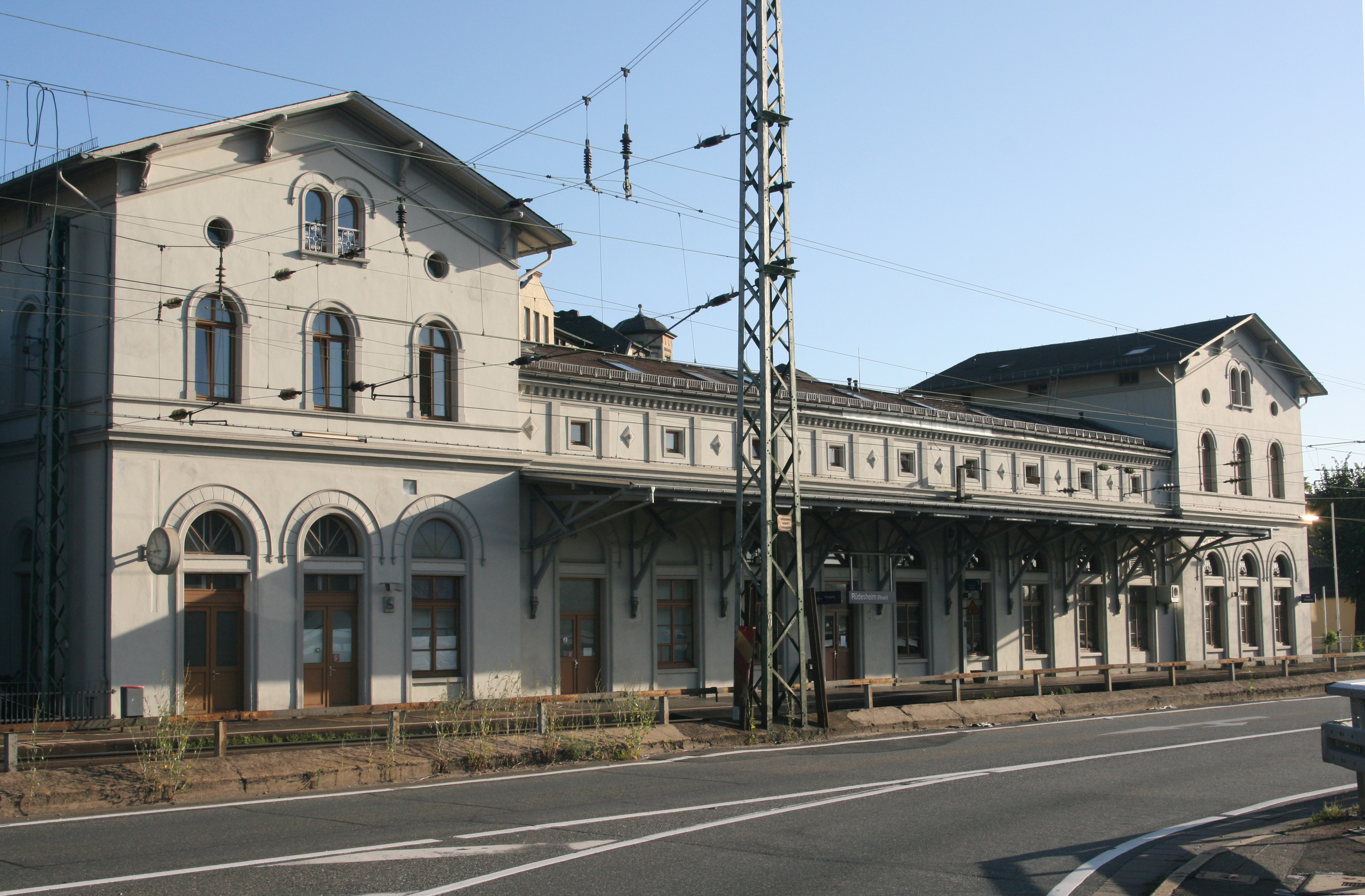
リューデスハイム (ライン) 駅

リューデスハイム (ライン) 駅は、Vias GmbH がライン右岸線を利用して運行するラインガウ線 RB10 フランクフルト・アム・マイン - ヴィースバーデン - コブレンツ - ノイヴィートの停車駅である。
1862年から1900年まではトライェクトのビンガーブリュックへ行く鉄道路線があり、1915年から1945年まではヒンデンブルク橋を経由してビンゲンまで鉄道が通っていたが、この橋は終戦までに爆破された。ビンゲンへの架橋再建のコンセプトは、これまでいずれも成果を残していない。このためマインツ/ヴィースバーデンからコブレンツまでの 84 km の間、ライン川の右岸と左岸はフェリーによってのみ結ばれている。
ライン右岸線の貨物列車の通行量が大きいことから、2003年にリューデスハイム市内の鉄道をトンネルに移す計画が立案された。これにより街の西側の駅の手前で線路を横断する連邦道 B42号線の踏切前で頻発する長い渋滞も解消される。しかし、2012年にメディアはヘッセン州経済・交通省がこのプロジェクトへの支援を打ち切ったことを報じた。踏切部分のみをアンダーパスにすることが計画されている。

#### 船舶

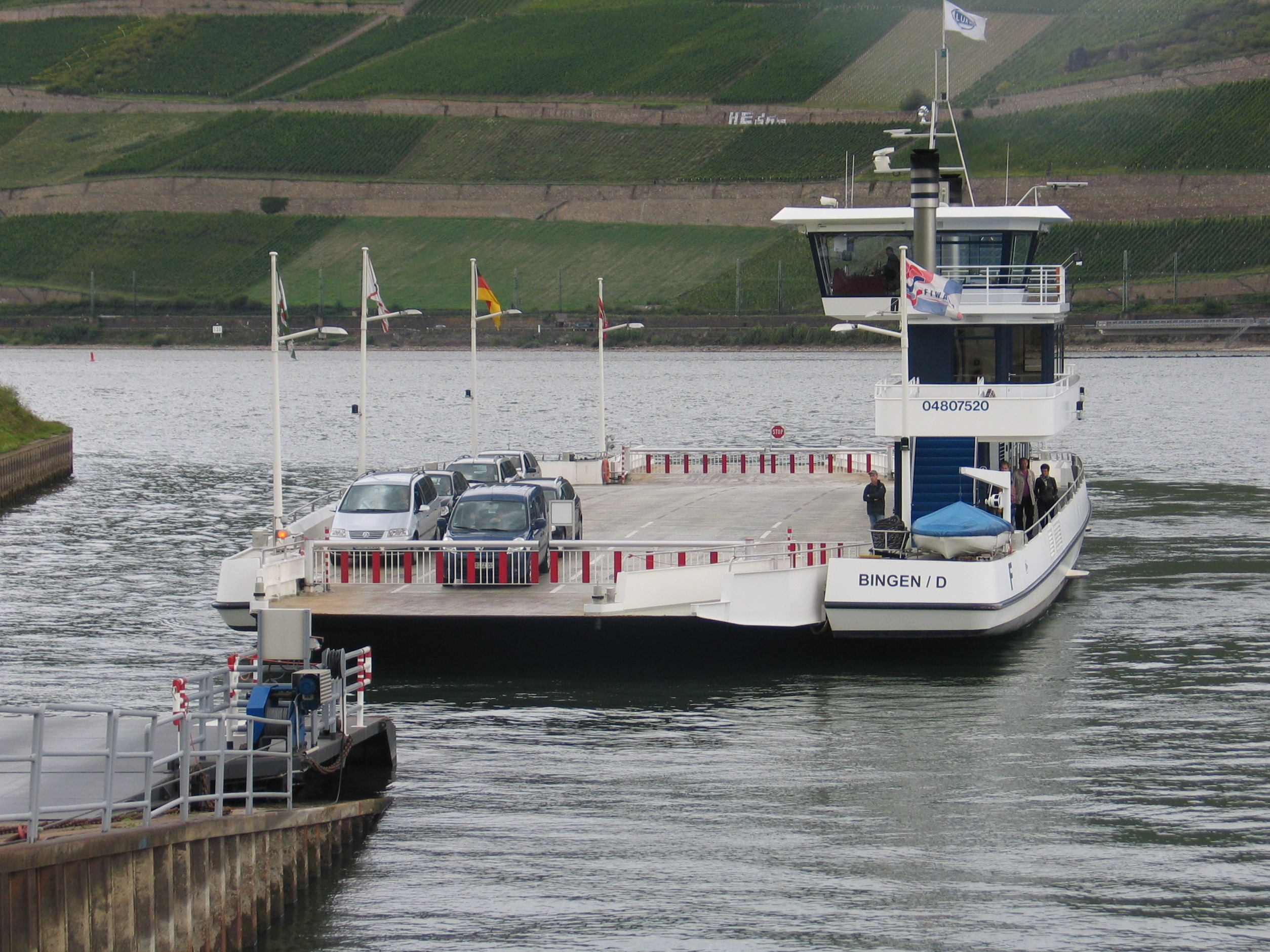
リューデスハイムとビンゲンとを結ぶフェリー

ラインフェーレ・ビンゲン＝リューデスハイムは、人用フェリーや自動車用フェリーを高い密度で運航し、隣の市であるビンゲン・アム・ラインへの定常的な往来を提供している。
4月から10月末までの期間には、毎日、ライン川を旅客船が運航しており、マインツ/ヴィースバーデンとケルン/コブレンツとの間のライン渓谷中流上部の多くの街とリューデスハイムとを定期的に結んでいる。バーゼルとロッテルダムとを結ぶクルーズ船もリューデスハイムに停泊する。1 km 強の間のライン川沿いに、様々な水運会社の20本の桟橋が並んでいる。

#### ロープウェイ

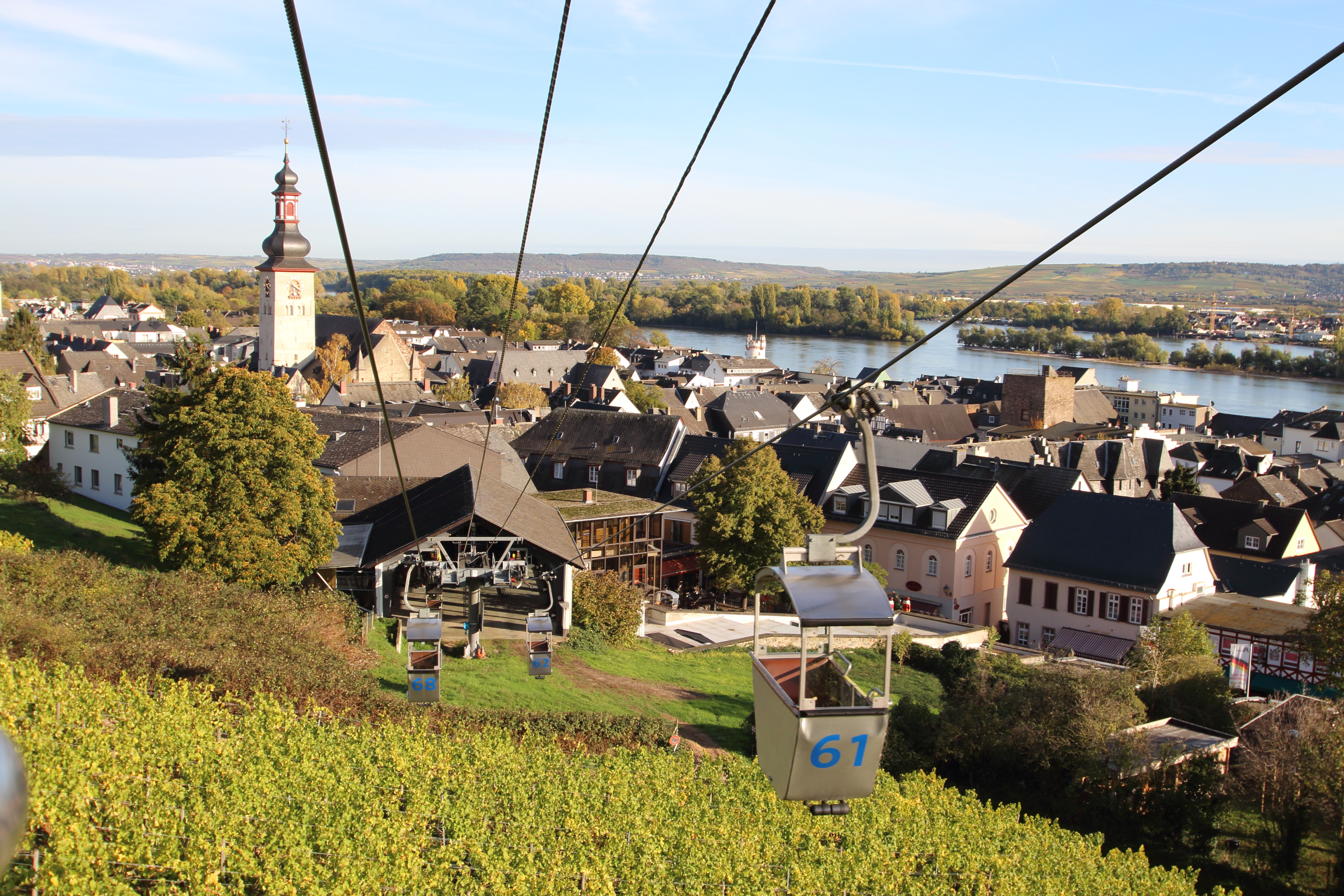
リューデスハイム・ロープウェイ

1954年からリューデスハイム・ロープウェイが運行している。これは、元々 PHB によって建設されたキャビンロープウェイで、85基の2人乗りハーフオープン・ゴンドラを備えており、リューデスハイムからニーダーヴァルト記念碑まで、運行距離 1,400 m、高度差 203 m を運行していた。このロープウェイは2004年に一旦廃止され、LST/Wophnerによって建造された非常によく似たロープウェイに置き換えられた。このリフトは1時間あたり720人を運ぶことができる。
1953年から、アスマンスハウゼンから狩りの館ニーダーヴァルト城まで、全長 900 m、高度差約 225 m の2人掛けチェアリフトが運行している。
この2つのロープウェイはかつて鉄道であった。リューデスハイムからは、1884年5月30日からニーダーヴァルト鉄道が運行していた。これはメーターゲージのラック式鉄道で、町から山を全長 2.3 km 登り、ニーダーヴァルト記念碑まで運行していた。この鉄道は、1944年11月25日に連合軍の空襲によって軌道が破壊され、1952年の市の決定により再建されなかった。アスマンスハウゼン - 狩りの城の鉄道は、全長 1.53 km の狭軌のラック式鉄道であった。1885年10月10日に、当初は試験運行として開通した。第一次世界大戦の影響で観光客が減少したことにより、早くも1917年に廃止された。軌道などの施設は1922年に撤去された。

### 自転車道
ヘッセン広域自転車道 R3号線（ライン＝マイン＝キンツィヒ自転車道）はリューデスハイムを起点とし、「シュペートレーゼライターの痕跡をたどるをモットーとしてライン川、マイン川、キンツィヒ川沿いにたどり、フルダを経由してレーン山地のタンまで延びている。エルトヴィレまでの最初の区間である R3a号線はラインガウアー・リースリング・ルートを通る。2013年からはリューデスハイムからエルトヴィレまで曳船道が遊歩道および自転車道として通っている。アスマンスハウゼン方面、さらにカウプまで自転車道が建設中である。リューデスハイムからアスマンスハウゼンまでの最初の区間は2019年夏に13年の工期を経て完成した。ロルヒへの第2期工区は2023年2月に完成予定である。

### 遊歩道
- 本市は、町の周囲を巡る約 7 km の周回遊歩道ヒルデガルト＝ヴェークに2014年に標識を整備した。聖ヒルデガルト修道院や聖ヒルデガルト巡礼教会などの重要なポイントでは解説プレートが情報を提供している[33]。
- ヴィースバーデンからコブレンツを経由してボンに至るラインシュタイクは、リューデスハイムの市域を通り、修道院やニーダーヴァルト記念碑を経由している[34]。
- もう一つの重要な遊歩道がリースリング＝ルートである。この遊歩道は、リューデスハイム・アム・ラインからヴィースバーデンまでライン川沿いに魅力的なブドウ畑の中を通っている[35]。
- 5つのノルディックウォーキング・トレイルがリューデスハイムおよびアスマンスハウゼン周辺に設けられている。散策者のための、エーレンフェルス城趾方面やニーダーヴァルトのあらゆる有名な展望台への便利な道がある。駐車場は、リューデスハイム、ニーダーヴァルト、アスマンスハウゼンの町外れ、エーベンタール、プレスベルクにある。

### 教育機関
- ユリウス＝アルベルティ＝シューレ（リューデスハイム基礎課程学校）
- ヒルデガルディスシューレ・リューデスハイム（統合型基礎課程学校）
- アウルハウゼン聖ヴィンツェンツシュティフト特別教育センター
- 私立ハイムシューレ聖ヴィンツェンツシュティフト
- マリエンハウゼン青年の家

この他にアスマンスハウゼン（ニコラウスシューレ）とプレスベルクに基礎課程学校があったが、2012年と2011年に閉校となった。

## 人物
この街には貴族一門「フォン・リューデスハイム家」があった。この家門の重要な人物としては教皇使節でブレスラウ司教領主ルドルフ・フォン・リューデスハイムがいる。

### 出身者
- ヤーコプ・フィデリス・アッカーマン（ドイツ語版、英語版）（1765年 - 1815年）医師、解剖学者
- ジェニファー・ブラウン（ドイツ語版、英語版）（1991年 - ）歌手
- ダヴィド・キンソンビ（ドイツ語版、英語版）（1995年 - ）コンゴのサッカー選手
- レナト・ダダショフ（1999年 - ）アゼルバイジャンのサッカー選手

### ゆかりの人物
- ヒルデガルト・フォン・ビンゲン（1098年 - 1179年）神学者。ビンゲンのルーペルツベルクに次いで2つめの修道院をアイビンゲンに創設した。彼女の遺骨はアイビンゲンの教区教会に安置されている。ヒルデガルト・フォン・ビンゲンの、中世の女性ならびに神学者としての重要性は、2012年に教皇ベネディクト16世が彼女を教会教師に昇格させたことで確認された。
- ヨハネス・ブラームス（1833年 - 1897年）作曲家。1874年から1895年にかけてリューデスハイムのベッケラート家に繰り返し客として滞在している。彼は1883年にヴィースバーデンで交響曲第3番を書き上げた。この頃彼はリューデスハイムのニーダーヴァルト記念碑の除幕式にも参列した。この作曲家を記念してライン通りの旧ヴィラ・シュトルムで毎年「リューデスハイムのブラームスの日」が開催されている。
- シュテファン・ゲオルゲ（1868年 - 1933年）詩人。彼は（よく言われるのだが）リューデスハイム生まれではなく、ビンゲン近郊のビューデスハイムで生まれた。両者は言うまでもなく近い場所である。
- ハインツ・リューマン（1902年 - 1994年）とリーン・ダイヤーズ（ドイツ語版、英語版）（1909年 - 1982年）ともに俳優。1931年にリューデスハイムとアスマンスハウゼンで撮影された UFA-映画「Lachende Erben」（直訳: 笑う相続人）で主役を演じた。
- ゲルハルト・タシュナー（1922年 - 1976年）ヴァイオリニスト。1946年から1950年までリューデスハイムの芸術愛好家のワイン業者カール・ユングの家に住んだ。チェリストのルートヴィヒ・ヘルシャー、伝説のピアニストであるヴァルター・ギーゼキングとのトリオで一連の私的なコンサートを開催した。

### 訳注
1. ↑  ドイツ語: Gebückは、樹木や逆茂木などで国境を護る鹿砦を意味する。